# Brigantium

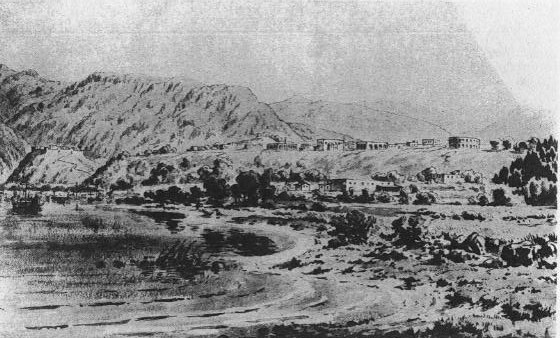
Rekonstruktionszeichnung Brigantiums nach Samuel Jenny, spätes 19. Jahrhundert

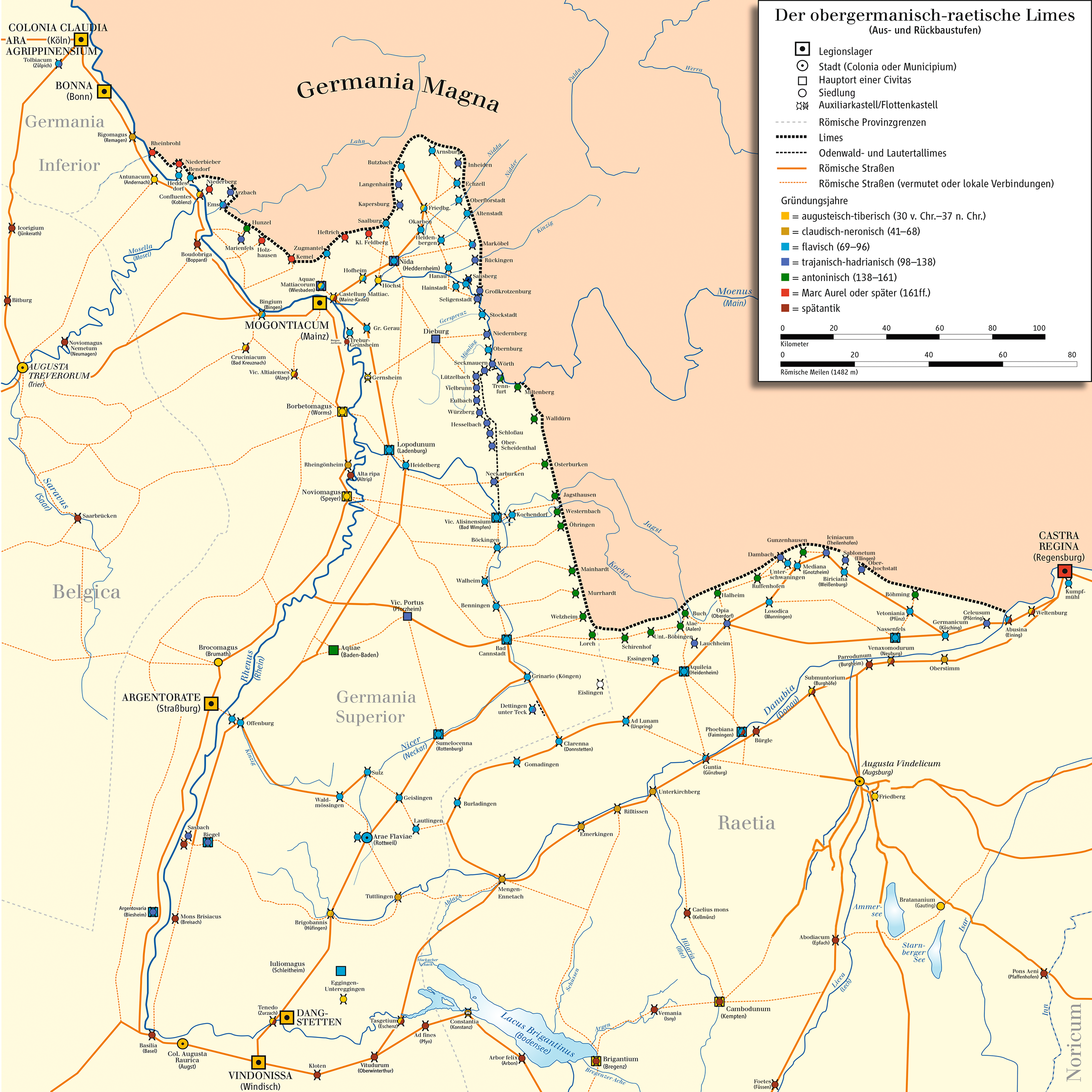
Lage von Brigantium am DIR-Limes (Bodensee-Linie)

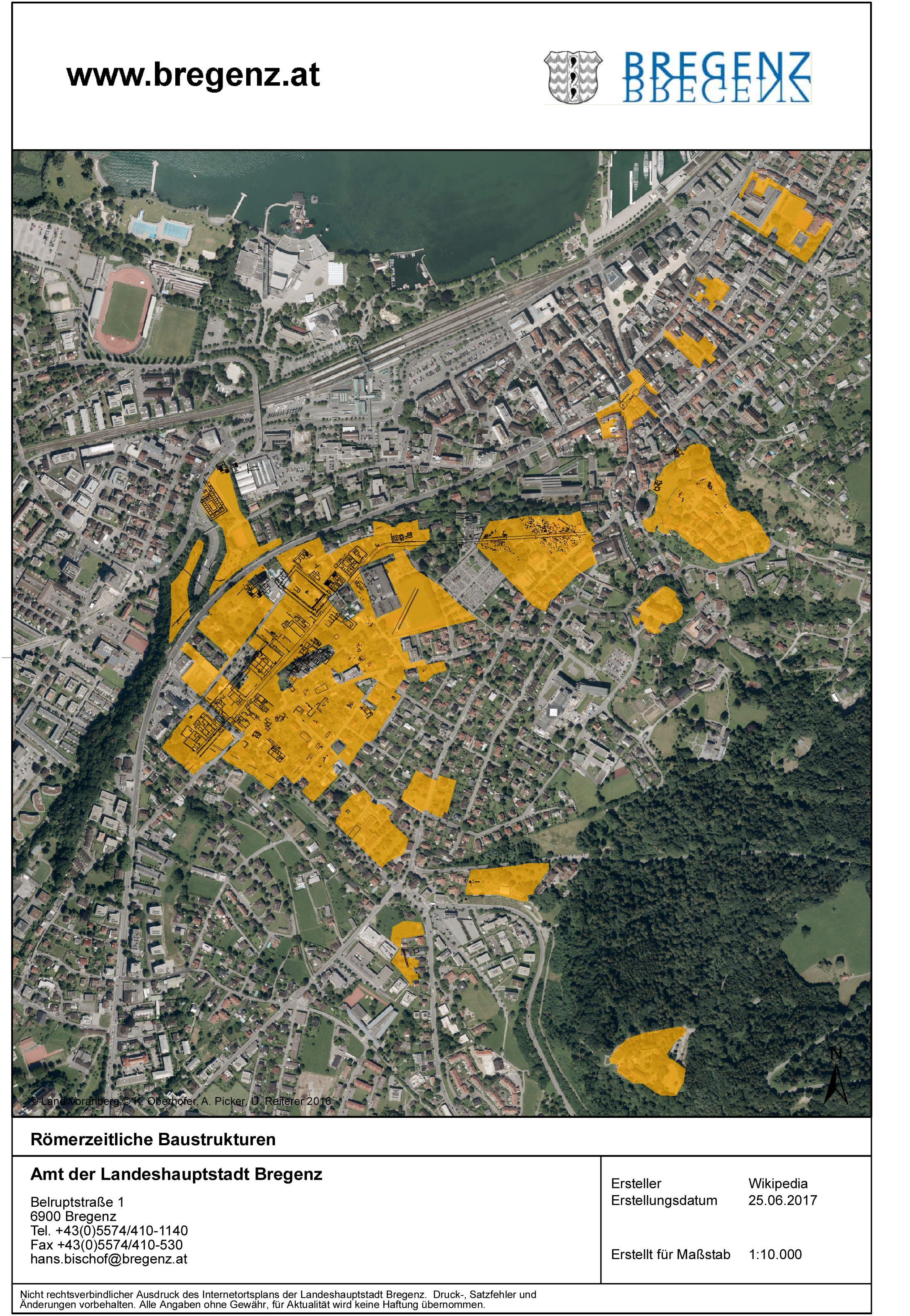
Das römische Bregenz

Brigantium ist der Sammelbegriff für mehrere römische Kastelle und die dazugehörige Zivilsiedlung auf dem Gebiet der Landeshauptstadt Bregenz, Bundesland Vorarlberg, Bezirk Bregenz in Österreich.
Nach der Okkupation der Bodenseeregion um 15 v. Chr. gründeten die Römer auf dem Areal eines keltischen Oppidums (Ölrainplateau) ein Holz-Erde-Lager mit dazugehörigem vicus. Es ist bislang das älteste römische Kastell, das in Österreich nachgewiesen werden konnte, seine Überreste stammen aus dem Jahr 5 n. Chr. Nach Auflassung dieses Kastells im Laufe des 1. Jahrhunderts n. Chr. bildete sich aus dem Lagerdorf eine stadtähnliche Siedlung, die bald zu einem bedeutenden Verkehrsknotenpunkt und Handelszentrum der Bodenseeregion avancierte. Am Steinbühel stand vermutlich im 1. Jahrhundert n. Chr. ein weiteres Kastell, das zum Schutz des Hafens diente. Auch eine Vielzahl ausgegrabener militärischer Ausrüstungsgegenstände bezeugt die Anwesenheit römischer Soldaten in Bregenz.
Im späten 3. Jahrhundert wurde der Ölrain aufgegeben und der Siedlungsschwerpunkt verlagerte sich auf den flächenmäßig kleineren, aber besser zu verteidigenden Hügel der heutigen Oberstadt (Altstadt). Nach Räumung des Obergermanisch-Rätischen Limes hatte die Stadt in der Spätantike – aufgrund ihrer strategischen und verkehrsgünstigen Lage – im römischen Grenzbefestigungssystem wieder eine Schlüsselposition inne. Das unter Valentinian I. errichtete Hafenkastell am Leutbühel, Brecantia, war als Bestandteil des spätantiken Donau-Iller-Rhein-Limes auch Stützpunkt einer Flotteneinheit der römischen Grenztruppen. Es war möglicherweise bis ins frühe 5. Jahrhundert n. Chr. mit regulären römischen Soldaten besetzt.
Erwähnenswert ist auch das große römische Gräberfeld am Ölrain, das vom 1. bis zum 5. Jahrhundert n. Chr. belegt wurde und Einblicke in den Wandel des Alltagslebens einer typischen römischen Provinzstadt über einen Zeitraum von fast 500 Jahren gewährt.

## Name
Der Ortsname wird auf keltisch oder ligurisch *brigant- ‚herausragend‘ zurückgeführt. Der früheste Beleg lautet Βριγάντιον (Brigántion) und wird um die Zeitenwende vom Geographen Strabon überliefert.
Er erscheint auch in der
- Tabula Peutingeriana, bei
- Claudius Ptolemäus, im
- Itinerarium Antonini[3] und in der
- Vita des Heiligen Gallus von Walahfrid Strabo.[4]

In der Vita des Missionars Columban von Luxeuil wird der Ort Bricantia genannt.

## Lage und Topographie

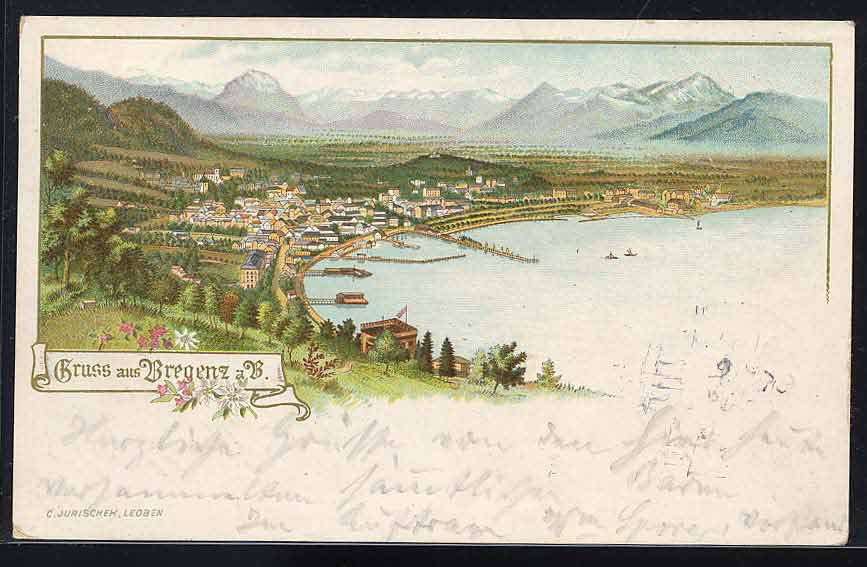
Blick auf die Bregenzer Bucht, Altstadthügel und den noch weitgehend unbebauten Ölrain, Postkarte von 1895

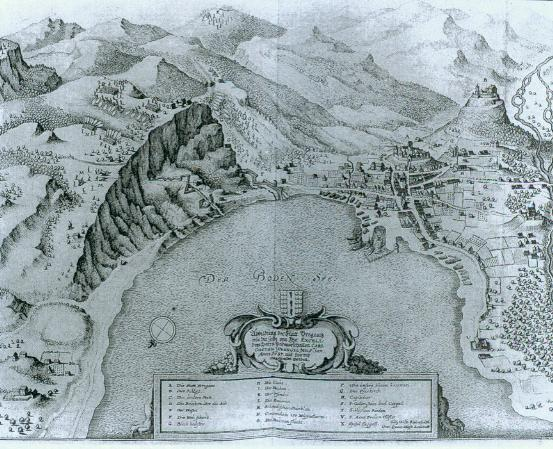
Topographie Bregenz, von links nach rechts: Bregenzer Klause, Oberstadt, Ölrain, Gebhartsberg (Darstellung der Erstürmung der Stadt durch die Schweden 1646)

Der Standort vereinte die Vorzüge einer natürlichen Festung und als Knotenpunkt zweier Fernwege von der heutigen Schweiz in den Osten und von der Donau das Rheintal aufwärts bis nach Italien und als Seehafen. Diese mehrfache Rolle im Durchgangsverkehr zeichnete den Ort schon seit vorrömischer Zeit aus, wie diverse Funde beweisen. Bregenz befindet sich am östlichen Ufer (Nordostbucht) des Bodensees, direkt an den Abhängen des 1063 m hohen Bergmassivs des Pfänders. Die topographischen Gegebenheiten boten die besten Voraussetzungen für die Anlage einer großflächigen Siedlung in erhöhter Lage. Nördlich der Stadt reicht der Pfänder bis fast an das Seeufer (schmalste Stelle ist die sogenannte Bregenzer Klause) heran und schirmte so die antike Siedlung nach Norden ab. Im Süden sicherten die Sümpfe an den Ufern der Rheinmündung bei Rheineck/Altenrhein und die Wildwasser der Bregenzer Ach die Siedlung vor feindlichen Angriffen. Der See reichte in der Antike noch bis nahe an die Abhänge des Ölrains heran, was eine großflächige Besiedlung der Uferlagen erheblich erschwerte bzw. unmöglich machte.
Die Lage des von Strabon genannten spätkeltischen Oppidums ist noch unbekannt. Es wird auf einem Geländesporn nördlich des Altstadthügels vermutet. Die römische Siedlungstätigkeit konzentrierte sich an drei Punkten:
- Zu Anfang wurde die fast ebene Ölrainterrasse von ca. 50 ha besiedelt, die sich ca. 34 m über dem See erhebt. Sie bildete sich während des Abschmelzens der Eiszeitgletscher zwischen dem Grundgebirge am Gebhardsberg, dem nördlich des Inselberges Riederstein gelegenen Rest des Rheingletschers und einer größeren Eismasse im heutigen Feldmoos. Diese Zone wurde im Laufe der Jahrtausende durch Schotter- und Sandablagerungen der Bregenzer Ach aufgefüllt. Im Norden und Osten fällt die Terrasse steil zum Seeufer hin ab. Im Süden läuft sie flach bis zu den Pfänderabhängen aus. Im Westen begrenzen die Ausläufer von Gebhardsberg, Rieder Sporn und das Flussbett der Bregenzer Ach den Ölrain. Auf dem Vorstoßschotter des jüngsten Rheingletschers, dessen Nordkante relativ steil rund 34 m zum Bodenseeufer hin abbricht, befinden sich ca. 430 m ü. M. die frühkaiserzeitlichen Militäranlagen, die zugehörigen vici, das kaiserzeitliche Brigantium und das große Gräberfeld.

- Der spätantike Siedlungsplatz, ein östlich von der Oberstadt gelegener, abgetrennter 1,2 ha große Moränenhügel, beherrscht noch heute das Stadtbild. Er wurde einst durch Ausspülung von Gletscherschmelzwasser vom Pfändermassiv separiert und bildet so eine markante Erhebung in der Landschaft. Im Westen umfließt ihn der Thalbach, im Osten der Weißenreutebach. An den Westhängen und am Fuß des Plateaus wurden weitere spätantike Gebäude und das valentinianische Hafenkastell freigelegt.[6]

- Das antike Hafenviertel befand sich am sogenannten Leutbühel, dem heutigen Stadtzentrum am Fuß der Oberstadt.

Zum Stadtterritorium des spätantiken Brigantium zählten das Gebiet westlich des Arlbergs bis zum Bodensee und einige daran angrenzende Gebiete im Norden. Der südliche Bodenseeraum gehörte zur im 1. Jahrhundert n. Chr. eingerichteten Provinz Raetia, ab dem 4. Jahrhundert wurde sie administrativ in zwei Hälften (Raetia prima und Raetia secunda) geteilt. Die Region um Bregenz fiel vermutlich an die Raetia prima mit ihrer Hauptstadt Curia. Diese war Teil der Diözese Italia Annonaria, Präfektur Italia.

## Straßenverbindungen

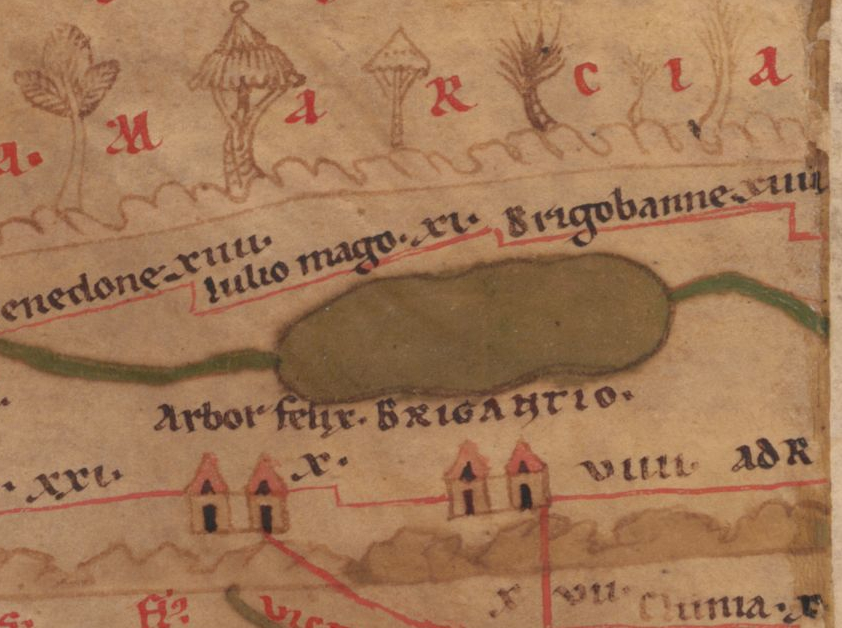
Etappenstation Brigantio auf der Tabula Peutingeriana

Brigantium nahm in den ursprünglich nach militärischen und strategischen Erfordernissen angelegten Straßentrassen als Nord/Süd- bzw. Ost/West-Verkehrsknotenpunkt Innerrätiens und Verbindungsglied zwischen Italien, dem linksrheinischen Germanien, Gallien und den Donauprovinzen eine bedeutende Position ein.
Dies wird auch durch seine Erwähnung in der Tabula Peutingeriana an der Route Mailand/Mediolanum – Chur/Curia – Clunia/Feldkirch – Kempten/Cambodunum – Augsburg/Augusta Vindelicorum unterstrichen.
Die Straße zweigte hier ins Alpenvorland, in Richtung Westen, nach Arbon/Arbor Felix – Pfyn/Ad Fines – Kaiseraugst/Augusta Raurica – Windisch/Vindonissa und Südgallien ab. In severischer Zeit (um 201) erfolgte dann der Vollausbau der Straßenverbindung Augsburg–Bregenz.

## Forschungsgeschichte

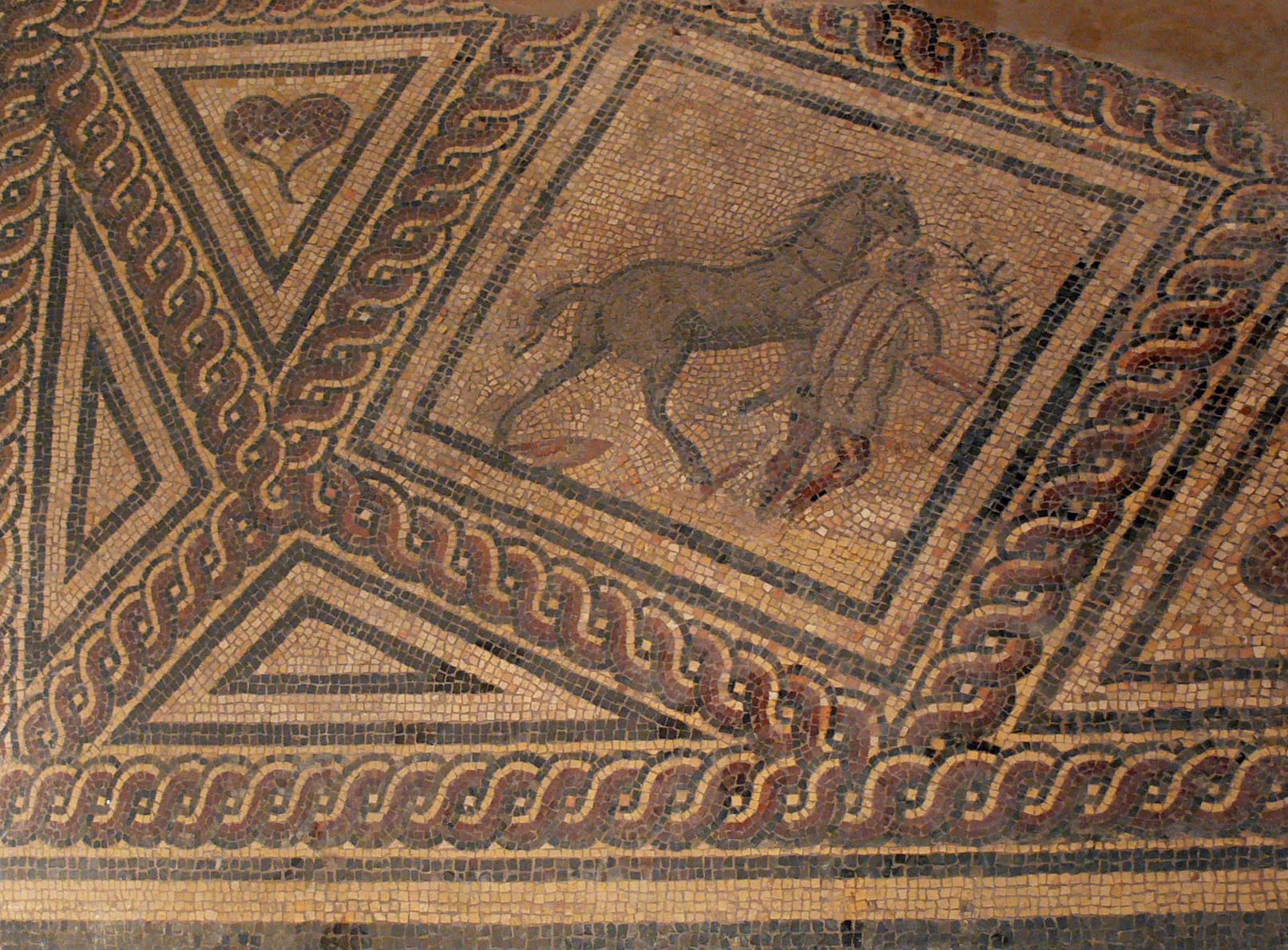
Beispiel eines freigelegten römischen Mosaikfußboden (Begehungshorizont, ad litteram) aus Wohnhäusern und Villen in und um Brigantium, 2.–3. Jh. n. Chr. (Vorarlberger Landesmuseum, Bregenz)

Ungefähr seit Mitte des 19. Jahrhunderts ist bekannt, dass das Ölrainplateau einst Standort einer Römerstadt war. Im Zuge der Errichtung von Wohnhäusern und Villen veranlassten wohlhabende Hausbesitzer die ersten Grabungen zur Aufdeckung römischer Baureste. Ab 1864 wurden das damals noch weitgehend unverbaute Plateau und einige Bereiche in der Oberstadt von dem – ursprünglich aus der Schweiz stammenden – Textilfabrikanten Samuel Jenny erstmals nach archäologischen Gesichtspunkten untersucht. Bei diesen für die damals üblichen Methoden bzw. Wissensstand sehr sorgfältig durchgeführten Grabungen kamen die Reste von drei antiken Steingebäuden sowie einzelne Abschnitte der römischen Trasse der Alpenrheintalstraße zum Vorschein. Jenny, ab 1875 auch Konservator der k.k. Central-Commission für Denkmalpflege und von 1877 bis zu seinem Tod 1901 Museumsvereinsobmann, konnte auf Grund der dabei erzielten Ergebnisse schon bald die ersten zusammenfassenden Aufsätze zur Topographie Brigantiums vorlegen. Auch später in diesem Bereich tätige Forscher griffen auf seine Arbeiten zurück. John Sholto Douglass, 15. Laird of Tilquhillie (1870) und der 1858 gegründete Landesmuseumsverein machten sich um die Katalogisierung und ordnungsgemäßen Verwahrung der Grabungsfunde verdient. Nach Jennys Tod setzte Karl von Schwerzenbach seine Arbeit fort. Ihm gelang von 1911 bis 1913 erstmals die Aufdeckung römischer Holz-Erde-Konstruktionen aus der frühesten römischen Besiedlungsphase. Er untersuchte auch das Gräberfeld und gab die Inventarisierung des Museumsbestandes in Auftrag. Seine Inventarverzeichnisse machten es später möglich, die Funde aus dem Gräberfeld seit dem Jahr 1847 zu 90 % zu erfassen.
Nach dem Ersten Weltkrieg führte Adolf Hild, der seit 1907 in Bregenz als Museumskustos tätig war, Untersuchungen am Ölrain durch. 1925 konnte beim Bau eines Bankgebäudes in der Anton-Schneider-Straße unter anderem der Verlauf des antiken Seeufers rekonstruiert werden. Schwerzenbach starb 1926 und Gero Merhart von Bernegg übernahm nun die Leitung der Grabungen. Ab 1940 wurde er wieder von Adolf Hild abgelöst, auf sein Betreiben wurden die Grabungen am Ölrain und in der Oberstadt wegen der rasch voranschreitenden Überbauung weiter intensiviert. Besonders wertvoll sind seine Tagebuchaufzeichnungen, in denen er äußerst detailliert Befundzusammenhänge notierte. Er war es auch, der 1929 den ersten Übersichtsplan des Gräberfeldes erstellte. 1927 wurden in der Kaspar-Schoch-Straße ein breiter Graben freigelegt, der wohl ein Teil umfangreicher – die Ausgräber gingen von ca. 5,4 ha aus – militärischer Anlagen aus augusteischer bis frühclaudischer Zeit gewesen sein dürfte.
Ab den 1950er Jahren leitete der neue Direktor des Landesmuseums Vorarlberg, Elmar Vonbank, die Grabungen in Bregenz. 1954 wurden bei Ausschachtungen in der Kaspar-Hagen-Straße die Überreste des römischen Hafens angeschnitten. Bei Bauarbeiten in der Fußgängerpassage am Leutbühel wurden 1968 bis 1969 die Reste der spätrömischen Hafenanlage und des dazugehörigen valentinianischen Kleinkastells entdeckt. Sie wurden aber erst 1999 von Christine Ertel genauer untersucht. Von der Forschung bis zuletzt kontrovers diskutiert, gelang 2010 der archäologische Nachweis des Ölrainkastells im Zuge einer Rettungsgrabung des Bundesdenkmalamtes. Die Ausgrabungen von 2009/2012 auf dem Böckleareal (ehemaliges UKH) im Westen des römischen Siedlungsareals brachten sowohl südlich als auch nördlich der römerzeitlichen Hauptstraße sieben aufeinanderfolgende Besiedlungsphasen ans Tageslicht. Es handelte sich um die ersten nach stratigraphischen Gesichtspunkten durchgeführten Untersuchungen in Bregenz. Befunde und Fundmaterial wurden an der Universität in Innsbruck aufgearbeitet. Die Ausgrabungen standen unter der Leitung von Maria Bader und wurden in Zusammenarbeit mit dem Österreichischen Bundesdenkmalamt durchgeführt. Hierbei wurden vor allem die Siedlungsschichten der Steinbauphase und auch stellenweise die darunterliegenden Holz-Fachwerkbauphasen untersucht. Diese Grabungen fanden aber nur auf eine Fläche von kaum mehr als 0,5 Hektar statt und deckten nur die Randbereiche des Ölrainlagers ab. Über die Gesamtgröße der unter den Kaisern Augustus und Tiberius errichteten Militäranlagen sowie über deren exakte Ausdehnung, aber auch zu Fragen nach der Herkunft und Stärke der dort stationierten Truppen können weiterhin nur Vermutungen angestellt werden.
Im Frühjahr 2010 erfolgte eine Rettungsgrabung durch ein Wörgler Grabungsunternehmen. In Zusammenarbeit mit dem Bundesdenkmalamt und dem Vorarlberg Museum konnten dabei Bauhölzer dendrochronologisch untersucht werden, sodass das Fälldatum von Stämmen bestimmt werden konnte. Seit Juni 2017 lassen sich die römerzeitlichen Baureste von Bregenz im Stadtplan im Menu „Römisches Bregenz“ einsehen. Karl Oberhofer, Andreas Picker und Ursula Reiterer führten Im Rahmen einer Aktualisierung die Ergebnisse aller Grabungen bis Ende 2016 neu zusammen und besorgten deren Georeferenzierung. Der römische Stadtplan wurde somit auf digitaler Basis neu gezeichnet und in das Geografische Informationssystem (GIS) der Stadt eingebunden. Zusätzlich lassen sich weitere Informationen der einzelnen Objekte über die maptip-Funktion abrufen. Bregenz nimmt hiermit eine Vorreiterrolle unter den Landeshauptstädten Österreichs ein. Bereits in der Zwischenkriegszeit äußerten Archäologen die Vermutung, dass in Bregenz das älteste römische Militärlager Österreichs stand. Der Beweis dafür gelang Innsbrucker Forschern durch die Altersbestimmung von Baumringen. Die Überreste des Lagers stammen demnach aus dem Jahr 5 n. Chr.

## Fundspektrum

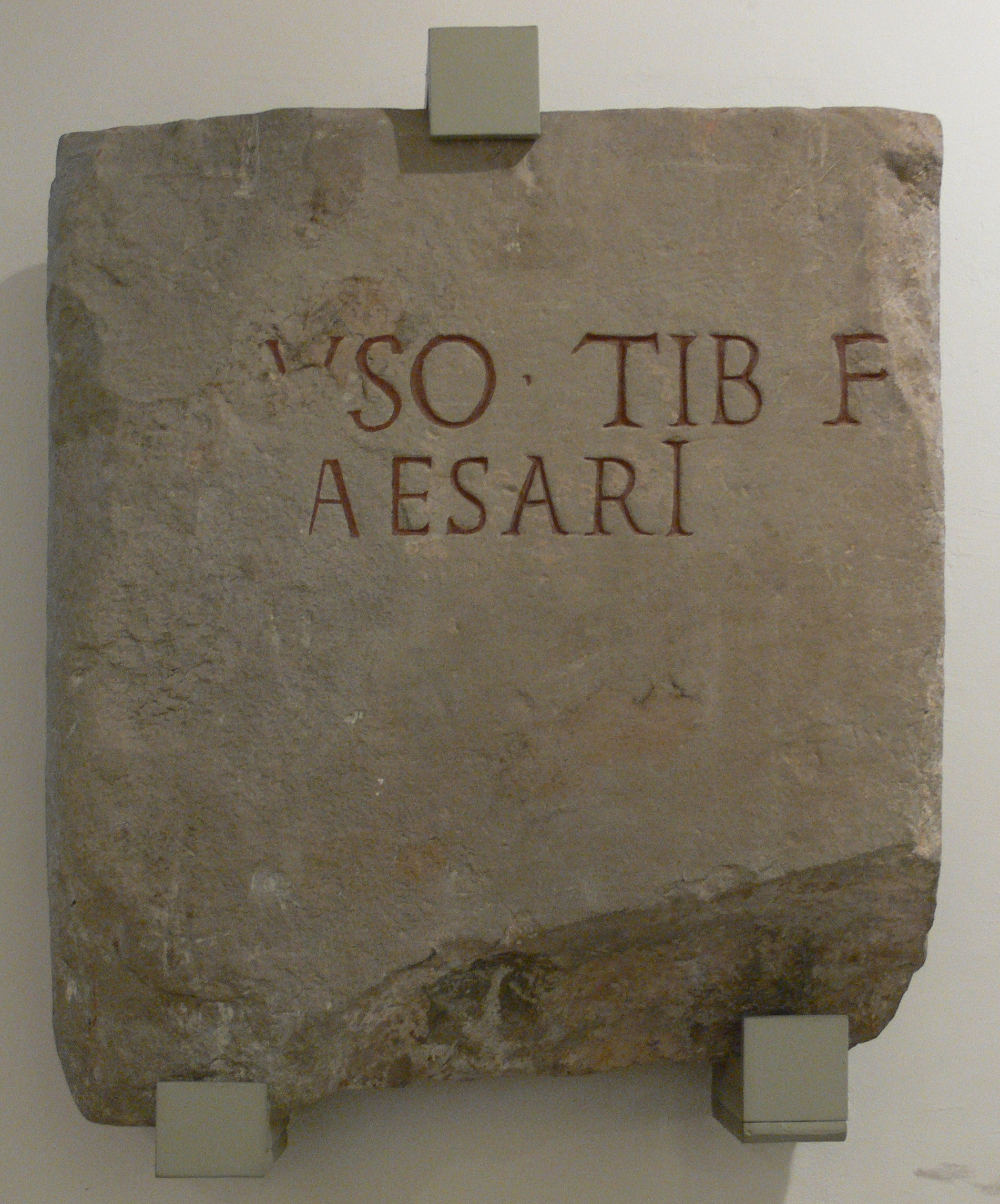
Abbildung des Drusussteins

Die frühesten Siedlungsfunde im Stadtgebiet an der Kennelbacher Straße, am Rand der Ölrainterrasse gegen das Ufer der Bregenzer Ach hin, stammen aus der frühen Bronzezeit. Die Funde aus der Zivilstadt reichen bis in die claudische Zeit zurück.
Ein besonderes Kleinod der keltischen Kultur ist ein in der Bregenzer Altstadt aufgefundenes, 1,03 × 0,84 × 0,17 m großes Sandsteinrelief der Pferdegöttin Epona (oder auch Rhiannon), das allerdings bereits aus römischer Zeit (2. Jahrhundert n. Chr.) stammt. Erwähnenswert sind auch die Funde eines Fragments einer Monumentalstatue sowie von vier Kleinbronzen, die Merkur, Mars, Victoria und einen „Philosophen“ darstellen. In der Oberstadt kam auch der sogenannte Drususstein ans Tageslicht, eine der ältesten römischen Inschriften auf dem Gebiet der ehemaligen Provinz Rätien. Der 0,92 × 0,81 × 0,27 m große Sandsteinblock wurde vermutlich in der Spätantike als Baumaterial (Spolie) auf den Oberstadthügel verschleppt. Die Inschrift war zu Ehren des Sohnes und designierten Thronfolgers des Kaisers Tiberius, Drusus Caesar, angefertigt worden und stammt vermutlich aus den Jahren 14 bis 23 n. Chr. Aus der Blütezeit der Zivilstadt sind u. a. Reste von Mosaiken erhalten geblieben. Aufgrund der Lage an einem wichtigen Handelsweg fand man auch beträchtliche Mengen an südgallischer Terra Sigillata (Typ Dragendorf, Dechelette, Knorr, Curle). Anhand von Gewandfibeln konnte man die kulturellen Verbindungen der Stadtbewohner nachvollziehen. Bemerkenswert ist ein Fibelkonvolut aus 100 Exemplaren (Bronze und Eisen). Die Brandspuren weisen darauf hin, dass er wohl um 69 n. Chr. in den Boden gelangte. Dieser Fibelklumpen wird als Bauopfer für den Haupttempel der claudisch-neronischen Zeit interpretiert. Ein außergewöhnlich gut erhaltener Fund befand sich am Böckleareal, es handelte sich um eine Holzkonstruktion, die wohl einst Bestandteil eines Straßenunterbaus war. Er setzte sich im Wesentlichen aus einem Rost aus Vierkantholzbalken und darauf mit Holzdübeln und Eisennägeln befestigten Brettern zusammen. Ein kleiner Abschnitt dieses Bretterbodens konnte bereits im Jahre 1912 auf dem östlich angrenzenden Grundstück beobachtet werden.
Wichtig für die Datierung der Besiedlungsphasen waren die zahlreichen vor Ort aufgefundenen Münzen aus unterschiedlichen Zeitepochen. 1880 entdeckte man im Lauteracher Ried einen Hortfund, der Silberschmuck, zwei mit einem Kettchen verbundene Fibeln, zwei Ringe, einen Armreif und drei keltische sowie 24 römische Silbermünzen aus der Zeit der römischen Republik (100 v. Chr.) umfasste. Vermutlich kam er um diese Zeit als „Mooropfer“ in den Boden. Er ist ein wichtiges Zeugnis für den vorrömischen Geldumlauf in der Umgebung Brigantiums. Beim Vergleich der Münzfunde von Bregenz mit den benachbarten Regionen (Obergermanien und rätisches Alpenvorland) wurde deutlich, dass sich ihr Umlauf ab der Mitte des 2. Jahrhunderts n. Chr. aber wieder zusehends verringerte. Dies setzte sich in severischer Zeit und in der Epoche der Soldatenkaiser weiter fort. Prägungen bis 288 befanden sich vor allem am Ölrain, Münzen aus dem 3. und 4. Jahrhundert kamen dort nur noch sehr selten vor. Prägungen nach 293/294 kamen vermehrt in der Oberstadt ans Tageslicht. Eine ungewöhnliche Häufung von Münzfunden trat für die Jahre zwischen 337 und 361 auf, dann fiel der Geldumlauf, vielleicht auch wegen stetig sinkendem Materialwert der Münzen, wieder deutlich ab.
Auf die Anwesenheit von Soldaten einer Auxiliareinheit oder auch von Legionären deuten ein Schildbuckel, Bronzefragmente von Gürteln (cingulum), ein als Schlange mit Widderkopf gestalteter Befestigungshaken für einen Kettenpanzer, eine Speerspitze, ein frühkaiserzeitlicher Eisendolch (pugio), eine aus blauem Glas gefertigte Herkulesdarstellung in Form einer phalera, nielloverzierte Gürtelbleche, Dolchscheiden- und Waffenbruchstücke sowie ein Schleuderblei (glans). Besonders Letztere gehören zu den typischen Funden in augusteischen bzw. tiberischen Lagern nördlich der Alpen. Weiters wurden drei eiserne Helmbuschhalterungen für Helme des Typs Weisenau gefunden.
Aus der Zeit des Frühmittelalters fanden sich eine Wurfaxt (Franziska) und eine bronzene Gürtelschnalle.

## Entwicklung

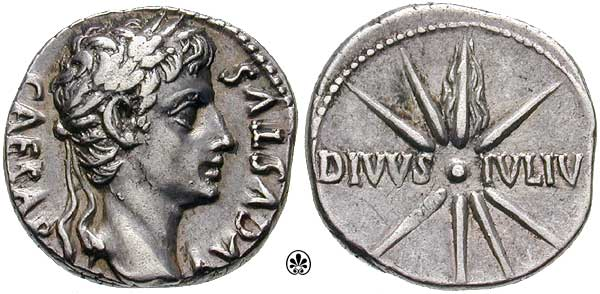
Denar: Münzbild des Augustus

### Vorrömische Zeit
Ab neolithischer Zeit, ca. 8000 v. Chr., dürften die ersten Menschen von Norden, entlang des Bodenseeufers und von Westen über die Walenseefurche in das Rheintal eingewandert sein. Einzelfunde im Bregenzer Raum zeugen von dieser frühen Einwanderungsphase. Durch Siedlungsfunde aus der Frühbronzezeit am Fuß des Gebhardsbergs lassen sich die ersten menschlichen Ansiedlungen in dieser Region ab 1500 v. Chr. erfassen. Die seit dem 6. Jahrhundert v. Chr. dort ansässigen Kelten waren Träger der in Mittel- und Westeuropa weit verbreiteten Latènekultur. Um 400 v. Chr. siedelten sich Kelten vom Stamm der Vindeliker im Norden Vorarlbergs an. Ab ca. 500 v. Chr. stieg das vermutlich auf dem Ölrain gelegene Oppidum zu einer der Hauptniederlassungen der keltischen Brigantier auf. Dieses ist aber auch nach jüngsten mit stratigrafischen Methoden durchgeführten Ausgrabungen anhand der Fund- und Befundsituation nicht nachweisbar. Es liegen diesbezüglich nur grob datierbare Einzelfunde sowie ein Münzspektrum, das auch in die frühe Kaiserzeit passen könnte, vor. Baubefunde fehlen bis dato vollständig.

### Zeitenwende bis 2. Jahrhundert
16–15 v. Chr. besetzten die Römer bei einem Feldzug von Süden über die Zentralalpen kommend auch das rätische Alpenvorland. Dort griffen die Römer in einer Zangenbewegung von Westen und Süden her die Raeter und die Vindeliker an. Dabei bevorzugten sie verkehrsgeografisch günstige und strategisch wichtige Punkte. Einer von diesen war Bregenz auf Grund seiner Lage am Ausgang des Alpenrheintals, am Ostufer des Bodensees und an einer Engstelle der Landverbindung ins heutige Allgäu. Die Adoptivsöhne des Augustus, Tiberius und Drusus, stießen, laut der literarischen Überlieferung bei Strabon und Cassius Dio, bis zum lacus Brigantinus (Bodensee) vor gewannen auf ihm eine Seeschlacht gegen die Vindeliker und nahmen das dortige keltische Oppidum in ihren Besitz. Zur Konsolidierung ihrer Herrschaft errichteten die Römer am Ölrain ein Holz-Erde- und am Seeufer ein Hafenkastell. Um Ersteres entstand in kurzer Zeit ein Vicus, der nach den Zerstörungen in den Wirren des Dreikaiserjahres von 68/69 noch großzügiger ausgebaut wurde. Das Lager auf dem Ölrain wurde hingegen nur kurz verwendet, da seine Besatzung damals wohl an die Donaugrenze abkommandiert wurde. In frühclaudischer Zeit (44–45 n. Chr.), räumte man planmäßig das Kastell und schon kurze Zeit nach dem Auffüllen seiner Wehrgräben, dem Abtragen der Innenbebauung und der Reparatur der via principalis – die gleichzeitig auch die Hauptstraße der Siedlung war – wurden im ehemaligen Lagerareal von Zivilisten Holzfachwerkgebäude errichtet. Die rasche – teilweise – Wiederbebauung lässt vermuten, dass schon gegen Mitte der 40er-Jahre des 1. Jahrhunderts eine handlungsfähige Zivilverwaltung vorhanden war. Es müssen dort zu dieser Zeit also geregelte Befugnisse und Besitzverhältnisse bestanden haben. Ebenso war das Land umgehend in Parzellen aufgeteilt worden. Im Gegensatz zu vielen anderen Lagersiedlungen, bereitete Brigantium der Abzug seiner Besatzungstruppe offensichtlich auch keine größeren wirtschaftlichen Probleme. Seine außerordentlich günstige verkehrsgeografische Lage im Schnittpunkt wichtiger römischer Verkehrsverbindungen zwischen Gallien, Noricum und Mediolanum (Mailand) bzw. Augusta Vindelicorum (Augsburg) sowie die Schifffahrt auf Bodensee, Hoch- und Alpenrhein sowie Iller und Donau ab Kempten sorgten für eine gute wirtschaftliche Basis seiner Bevölkerung. Brigantium war die einzige größere Siedlung am Bodensee und erfüllte vielleicht auch die Funktion des Civitas-Hauptortes der vindelikischen Brigantier. Nach dem Ausbau des Obergermanisch-rätischen Limes lag der Ort nicht mehr an der Grenze zum Barbaricum, sondern weit im Hinterland das fortan nicht mehr im direkten Fokus der römischen Machtpolitik stand. Die Militäranlagen wurden entweder restlos beseitigt oder wie der Hafen zivil genutzt. Brigantium entwickelte sich im Laufe der nächsten hundert Jahre zu einem florierenden Provinzstädtchen mit Forum, Tempeln, Markthalle, Thermen und später auch zum wichtigsten Hafen am Lacus Raetiae Brigantinus. Die in der 2. Hälfte des 1. Jahrhunderts einsetzende Blütezeit der Stadt – deutlich sichtbar an der regen Bautätigkeit und dem Aufstellen von monumentalen, teilweise vergoldeten Statuen – scheint nach den jüngsten Forschungserkenntnissen nach zu urteilen bereits gegen Ende des 2. Jahrhunderts wieder beendet gewesen zu sein. Anschließend entwickelte sich die ehemals prosperierende Handelsstadt wieder zu einem unbedeutenden Landstädtchen mit kleiner Bevölkerungszahl und einer Siedlungsreduktion auf den Kernbereich des Ölrain nördlich und südlich der Hauptstraße.

### 3. Jahrhundert
Als Indizien für den langsamen Niedergang der Stadt werden Analysen und Fundkartierungen datierbarer Kleinfunde, darunter glatte Terra Sigillata und Gewandfibeln, des ausgehenden 2. und 3. Jahrhunderts sowie das Münzspektrum herangezogen. Ein Bevölkerungsrückgang und ein Sinken des Wohlstands lässt sich auch anhand der bisher bekannten, in Relation zur Gesamtanzahl sehr wenigen, oft beigabenlosen bzw. ärmlich bestückten Körpergräber des 3. Jahrhunderts konstatieren. Dass die Bebauung im Böckle-Areal im Umfeld der mansio spätestens gegen Ende des 2. Jahrhunderts ein Ende fand, würde ebenfalls in das skizzierte Bild passen. All diese Faktoren mögen mehr oder weniger dazu beigetragen haben, dass sich Brigantium im 3. Jahrhundert endgültig zu einer unbedeutenden Ortschaft zurückentwickelte. Zwischen 233 und 259/260 n. Chr. fielen Alamannen und Juthungen mehrmals in Rätien ein, Brigantium dürfte davon aber nicht unmittelbar betroffen gewesen sein. Das Gebiet nördlich der Stadt, zwischen Pfänder und dem Seeufer, war ohne großen Aufwand zu blockieren. Deshalb waren wohl durchziehende Germanenscharen gezwungen, diese Sperren entlang des nördlichen Seeufers zu umgehen. Der Limes verläuft nach 260 aber nicht mehr als trockener Limes über Gunzenhausen, Aalen oder Lorch, sondern erstreckte sich nun als nasse Grenze (ripa) vom
Bodensee aus an der Argen entlang über Bregenz Richtung Kempten. Kurz vor Kempten ist der Grenzbereich noch unsicher, ab Isny könnte die Straße als Grenzmarkierung gedient haben. Von Kempten aus verläuft der Limes dann über die Iller nach Norden bis zu ihrer Mündung in die Donau und weiter nach Osten bis Passau. Man nimmt an, dass der Ort zumindest bis 270 von den Einfällen germanischer Stämme weitgehend verschont blieb. Archäologisch nachweisbare Zerstörungsschichten in den umliegenden römischen Niederlassungen aus dem 3. Jahrhundert datiert Bernhard Overbeck in die Jahre 270/271, 280/283 und 288, wobei aber wieder keine unmittelbaren Auswirkungen dieser Verheerungen auf Brigantium festgestellt werden konnten. Dennoch führten die Germaneneinfälle wohl zu einem starken Nachlassen der Warenimporte nach Rätien bzw. zur Abnahme des Reiseverkehrs, da die Benutzung der Überlandstraßen immer gefährlicher wurde. Als Reaktion auf die Alamanneneinfälle der 270er Jahre setzte vielleicht schon in dieser Zeit die Abwanderung der Bevölkerung vom Ölrain auf den Oberstadthügel ein. Mit dieser Siedlungsverlagerung des späten 3. Jahrhunderts vom Ölrain zur Oberstadt und das Areal um den Leutbühel, wo sich das spätantike Hafenkastell befand, war diese Entwicklung dann abgeschlossen.
Für eine Handelsstadt wie Brigantium brachte dies einen enormen kommerziellen Schaden mit sich, vermutlich war seine wirtschaftliche Bedeutung deshalb bei Anbruch des 3. Jahrhunderts schon erheblich abgesunken. Als weitere Ursache des Abschwungs kann spätestens für das Ende des 2. Jahrhunderts eine Schwerpunktverlagerung des rätischen Nord-Süd-Verkehrs in den Osten – auf die Brennerpassstraße – angenommen werden, was die Bedeutung der Route Mailand–Chur–Bregenz erheblich herabsetzte. Sogar die Via Claudia Augusta, die alte Nord-Süd-Magistrale Rätiens, verödete im 3. Jahrhundert zeitweise und wurde anscheinend nur mehr notdürftig in Stand gehalten werden. Vielleicht hing dies auch mit der Stationierung der Legio III Italica in Regensburg zusammen, da ein bedeutender Teil der Verwaltung dorthin verlegt wurde. Weitere Gründe für den Niedergang der Siedlungen im Bodenseeraum könnten die politischen, militärischen und wirtschaftlichen Auswirkungen der Abspaltung des Gallischen Sonderreichs gewesen sein. Hinzu kam noch eine Klimaveränderung, die bis ins 6. Jahrhundert anhielt. Sie bewirkte eine markante Abkühlung mit vermehrtem Auftreten von Niederschlägen.

### 4. Jahrhundert
Mit der Aufgabe des Limes und seines Hinterlandes (Agri decumates) sowie der Rückverlegung der Grenze an Hochrhein, Iller und Donau (291/292) wurde die Bodenseeregion im 4. Jahrhundert wieder zu einer militärisch gesicherten Zone. Spätestens um 300 dürfte die Siedlung auf dem Ölrain zu einem weitgehend verlassenen Vorort herabgekommen sein. Ab dieser Zeit zeichnete sich aber auch wieder ein leichter wirtschaftlicher Aufschwung in Brigantium ab, der sich vor allem an den Münzfunden ablesen ließ und wohl auf die neuerliche Stationierung von Soldaten und der wieder ansteigenden Bedeutung der Verkehrswege im Alpenrheintal zurückzuführen ist. Eine dauerhaft angelegte Besiedlung des Hügelplateaus mit dem sich entlang des Seeufers erstreckenden Hafengebiet sowie die neuerliche Anwesenheit von Militär ist frühestens ab tetrarchischer Zeit denkbar. Die Siedlung auf dem Oberstadthügel wurde nun ebenfalls mit einer Steinmauer befestigt.
377 passierte Kaiser Gratian auf einem Heerzug gegen in den Osten des Reiches eingefallene Goten und Alanen die Stadt. Im Jahr 383 versuchte der Statthalter von Britannien, Magnus Maximus, die Herrschaft über den Westen des Reiches an sich zu reißen und ließ den rechtmäßigen Amtsinhaber Gratian in Lyon von Offizieren ermorden. Den Abmarsch der weströmischen Truppen nutzte der nördlich von Rhein und Donau ansässige alamannische Stamm der Lentienser aus, um in das Reichsgebiet einzufallen. Die Römer reagierten darauf mit einer Reihe von Gegenattacken, in deren Brennpunkt teilweise auch der Bodenseeraum lag. Bis zu den 390er Jahren waren die meisten Siedlungen und Landgüter in dieser Region weitgehend verwüstet bzw. verlassen, die meisten der Überlebenden zogen sich in befestigte Höhensiedlungen zurück. Unter Valentinian I. wurde ein neues Hafenkastell, Brecantia, errichtet, das zur Kastellkette des Donau-Iller-Rhein-Limes gehörte und den Abschnitt der Reichsgrenze an Oberrhein und Lacus Brigantiae sichern sollte. Trotzdem nahm die Bedeutung Brigantiums im späten 4. Jahrhundert wieder rapide ab. Dieser Umstand hing möglicherweise mit der Münzentwertung, einem fortgesetzten Bevölkerungsschwund und der Rückkehr zur Naturalwirtschaft zusammen.

### 5. bis 9. Jahrhundert

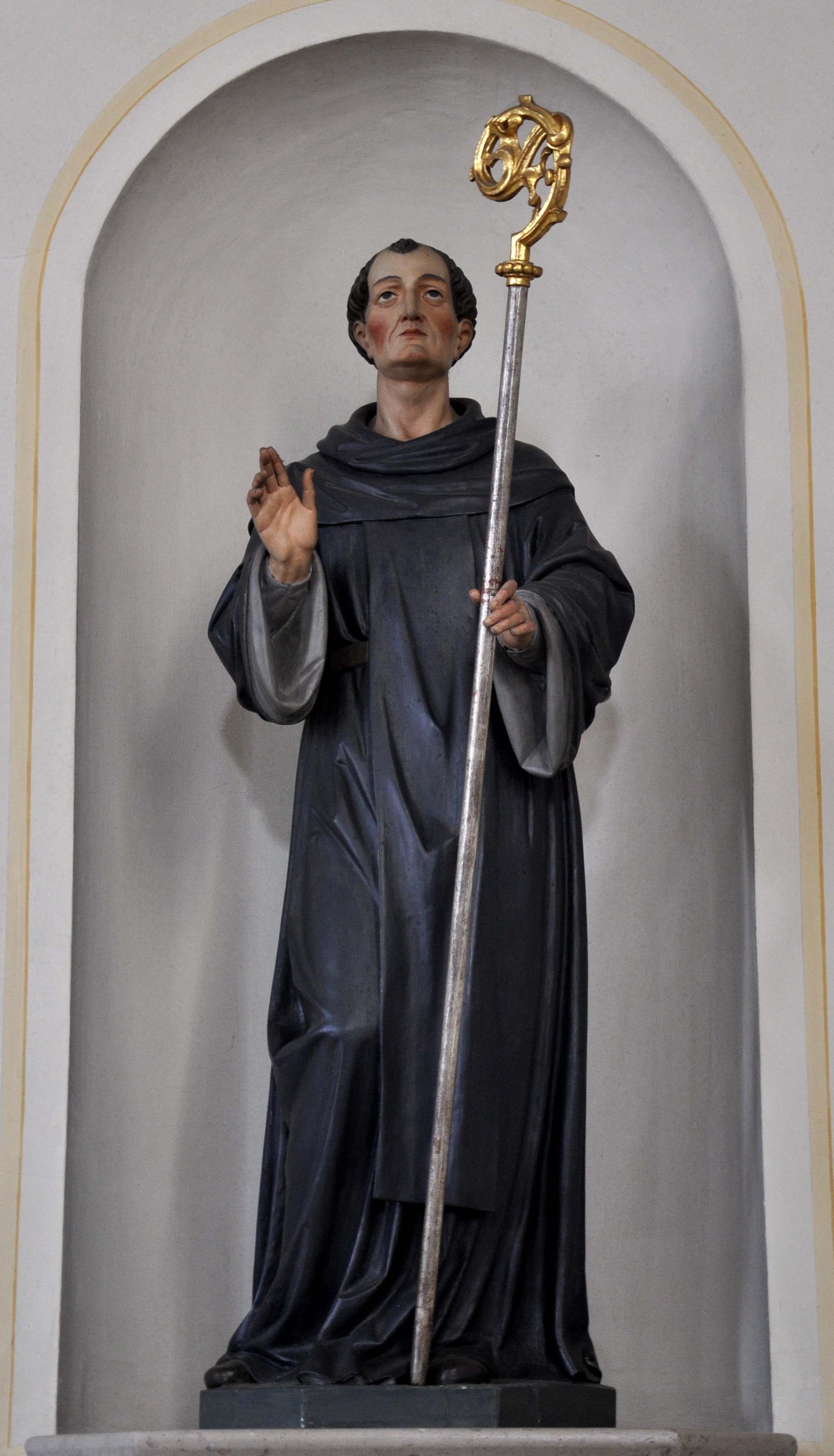
Statue des Hl. Columban

Die dramatischen politischen und gesellschaftlichen Umwälzungen der Völkerwanderung führten schließlich zum Untergang des Weströmischen Reiches. Diesen unsicheren und chaotischen Zeitabschnitt überstand auch Brigantium nicht ohne größere Schäden. Nach Zusammenbruch der römischen Administration und Grenzverteidigung nahmen ab 470 die Alamannen das Gebiet rings um die Stadt endgültig in ihren Besitz. Sie besiedelten unter anderem den Ölrain neu und dürften sich rasch mit den dort noch ansässigen Romanen vermischt haben.
Man nimmt an, dass dort schon seit dem 4. Jahrhundert eine christliche Gemeinde existierte, die aber nicht die einzige Glaubensgemeinschaft vor Ort war. Die Christen waren jedoch nur schwach in der noch dem alten Götterglauben anhängenden Bevölkerung vertreten. Zwischen den Jahren 610 und 612 versuchten die iroschottischen Missionare Columban von Luxeuil und Gallus das Christentum im Bodenseegebiet zu erneuern. Einer Passage der Vita des Columban ist zu entnehmen, dass ein Großteil der Stadt zu dieser Zeit in Trümmern lag und die Bevölkerung sich in das castrum der Oberstadt zurückgezogen hatte. Columban ließ sich eine Zeitlang in Brigantium nieder, wo er angeblich ein Wunder vollbrachte (sogenanntes Bierwunder) und die alten Götzenbilder im Tempel zerstörte. Durchschlagende Erfolge hatten die beiden bei ihrer Missionstätigkeit allerdings nicht zu verzeichnen. Erst die Klostergründungen des 8. Jahrhunderts, wie zum Beispiel St. Gallen, auf der Insel Reichenau und Pfäfers konnten die christliche Lehre in dieser Region auf Dauer verankern. Mit der Missionstätigkeit der beiden Mönche beginnt die nachrömische Geschichte von Bregenz.
Laut einer Urkunde aus dem Jahre 802 wurde Pregancia castro zum Sitz eines fränkischen Gaugrafen aus dem Geschlecht der Udalrichinger bestimmt und eine karolingische Pfalz errichtet. 840 bezeichnete Walahfrid Strabo, ein Mönch und Gelehrter aus dem Kloster Reichenau, Bregenz wieder als „oppidum“, das heißt, als befestigten Ort, wohl der Mittelpunkt des damaligen Argengaus.

## Kastelle
Die Befestigungsanlagen in Brigantium dienten wohl in erster Linie zum Schutz des Hafens. Antike Quellen berichten auch vom Einsatz von Schiffen, mit deren Hilfe Augustus Adoptivsohn Tiberius mit seiner Armee den Bodensee überquerte. Vielleicht kam es dabei auch zu einer Seeschlacht mit den Vindelikern. Die römischen Streitkräfte operierten anscheinend von einer Insel aus, entweder ist damit die Werd bei Eschenz oder die Insel Reichenau gemeint. Um zu den Inseln zu gelangen, war eine gut befestigte Ausgangsbasis am Seeufer nötig. Möglicherweise war das Hafenkastell am Steinbühel zu diesem Zweck errichtet worden. Letzteres und das Kastell auf dem Ölrain könnten auch eine Zeitlang nebeneinander bestanden haben. Die heutige, sehr verdichtete Bebauung auf dem Ölrain lässt nur kleine Einblicke in die Schichtabfolgen der frühen römischen Kaiserzeit zu. Die aktuellen Forschungen beziehen sich auf eine Fläche von kaum mehr als 0,5 Hektar und decken nur Randbereiche des dortigen Lagerareals ab. Über die tatsächliche Größe der Militäranlagen, die unter Augustus und Tiberius entstanden, sowie über deren exakte Ausdehnung können weiterhin nur Vermutungen angestellt werden.
Insgesamt dürften sich auf dem Stadtgebiet von Bregenz vier Kastelle befunden haben, die teilweise auch archäologisch nachgewiesen werden konnten:

### Kastell auf dem Ölrain

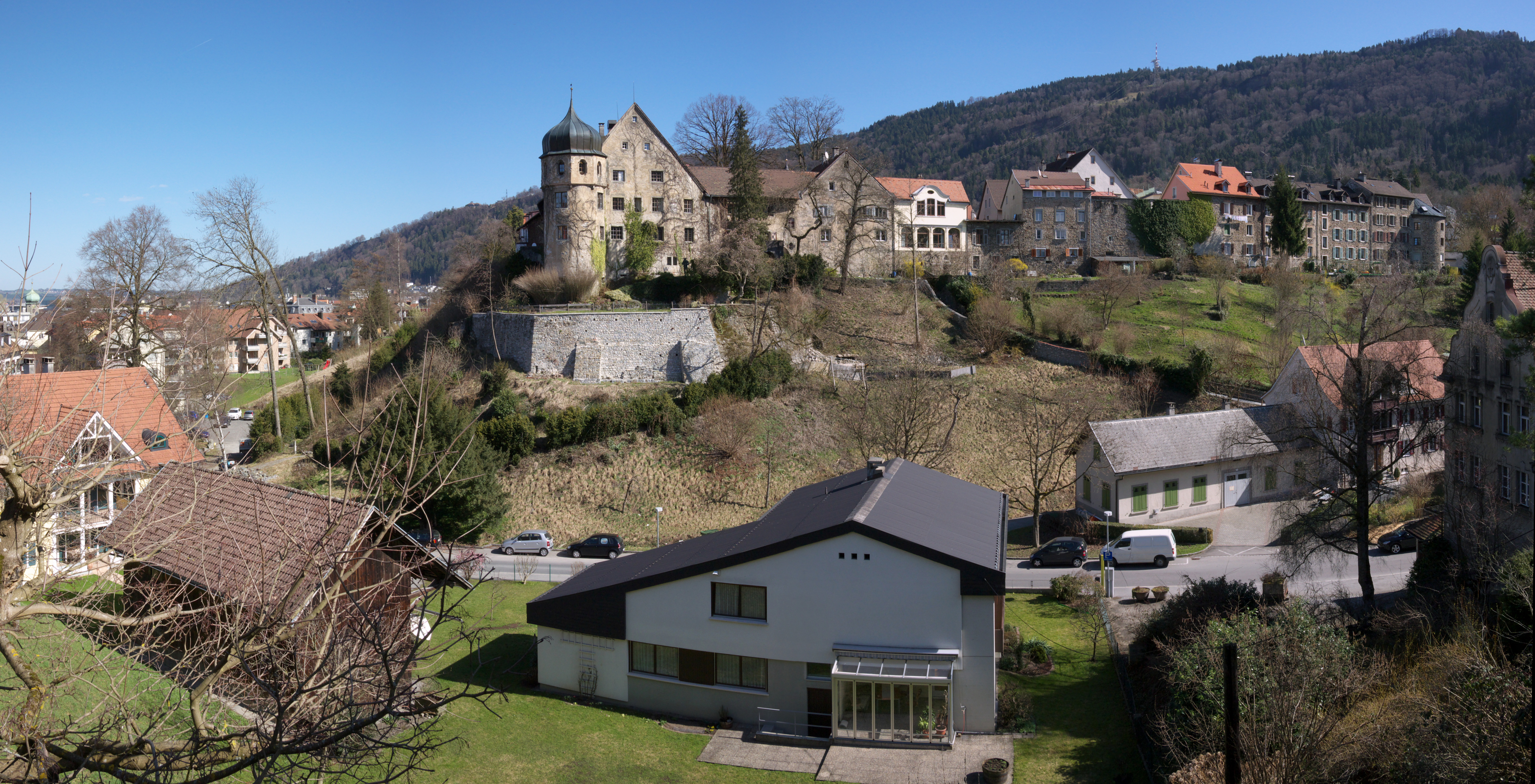
Blick auf die Oberstadt, Standort des spätantiken Kastells

Das Holz-Erde-Kastell wurde vermutlich zwischen 5 und 10 n. Chr. errichtet und war für eine Besatzung von 500 Mann ausgelegt. Es wurde zuerst in der Oberstadt vermutet. Aufgrund der Funde von 2,5 m bis 3 m breiten Spitzgräben in der Kaspar-Schoch-Straße glaubt man, dass es sich in Wirklichkeit zwischen Josef-Huter-Straße, Cosmus Jenny Straße, Willimargasse und der Kaspar-Schoch-Straße befand. Es maß wahrscheinlich 196 × 140 m und bedeckte eine Fläche von 2,74 ha. Der Nachweis von zwei Spitzgräben am Böckleareal stellte einen besonders wichtigen Befund dar. In Verbindung mit einem von Adolf Hild im frühen 20. Jahrhundert entdeckten Spitzgrabenabschnitt war es möglich, den Standort des frühesten Militärlagers von Brigantium eindeutig zu bestimmen. Weiters belegten zahlreiche diesbezügliche Funde die Präsenz römischer Soldaten im Grabungsgebiet. Die Ausgrabungen zwischen 2009 und 2012 im Böckle-Areal brachten neben anderem auch zwei weitere Grabenabschnitte ans Tageslicht. Diese Befunde passen zu den bereits 1927 in der Kaspar-Schoch-Straße freigelegten Graben, der ebenfalls Teil umfangreicher – die Ausgräber gehen von einer Größe von ca. 5,4 ha aus – militärischer Anlagen augusteischer bis frühclaudischer Zeit gewesen sein dürfte. Erstmals damit konkrete archäologische Hinweise auf ein frühkaiserzeitliches Militärlager vor.
Der von Ost nach West verlaufende decumanus der späteren Zivilsiedlung war identisch mit der Lagerhauptstraße (via principalis). Der von Adolf Hild entdeckte Abschnitt des Spitzgrabens schützte vermutlich den Südwall. Die Innenbebauung bestand aus einfachen Holz-Fachwerk-Gebäuden. Ihrer Funktion zugeordnet werden konnten eine 30 × 14 m große Mannschaftsbaracke und ein Stall mit holzverschalten, 0,5 m tiefen Abzugsgraben und Bretterboden. Zusätzlich fanden sich 25 m östlich des Stallgebäudes Spuren eines 8,5 × 5,5 m großen Wasserbeckens mit Lehmwänden, das entweder als Zisterne diente oder auch zu einer Thermenanlage gehört haben könnte. Ob es sich dabei tatsächlich noch um Befunde des Militärlagers handelt, ist nach wie vor umstritten. Die Weihinschrift aus den Jahren 14–23 n. Chr. für Drusus den Jüngeren (der sog. „Drususstein“, siehe oben) wurde von Adolf Hild für die Bauinschrift des Kastells gehalten. Diese These gilt heute als widerlegt. Derartige Anlagen mussten aber regelmäßig erneuert werden, da Witterung und Erdfeuchte den Hölzern stark zusetzten. Das Lager wurde in der Regierungszeit des Kaisers Tiberius (14–37 n. Chr.) daher noch einmal umgebaut und erneuert.
Zur Zeit des Claudius (41–54 n. Chr.) wurde das Lager wieder abgetragen. Das Altholz wurde jedoch nicht verbrannt oder für andere Gebäude verwendet, sondern offensichtlich für die Ausbesserung der Hauptstraße genutzt. Der Straßenkörper war im Laufe der Zeit wieder sanierungsbedürftig geworden, sodass ein neuer Unterbau angelegt werden musste. Wie auch andernorts nachgewiesen, bestand er aus einem mit Brettern abgedeckten Rost aus Holzbalken über dem eine Schotterlage als Straßenbelag aufgebracht wurde. Durch die günstigen Bodenverhältnisse blieben die Hölzer hervorragend erhalten. Sie wurden durch Mitarbeiter In Zusammenarbeit des Bundesdenkmalamtes und dem Vorarlberg Museum dendrochronologisch untersucht. Die Auswertung dieser Daten ergab, dass die Baumstämme im Winterhalbjahr 4/5 n. Chr. gefällt worden sein müssen.

### Hafenkastell Steinbühel
Ein frühes, vielleicht aus der Zeit des Augustus stammendes, Hafenkastell wird von Christine Ertel unter der römischen Villa am Steinbühel (siehe unten) vermutet. Vermutlich lag sein Zentrum unter dem nördlichen Porticus des großen Innenhofes. Archäologisch nachgewiesen ist bisher nur ein von Ost nach West verlaufender Spitzgraben. Bezüglich der Innenbebauung glaubt Christine Ertel in den Resten eines 21 × 18 m messenden, quadratischen Vorgängergebäudes der Villa das Wohnhaus eines Offiziers erkannt zu haben. Es war unter anderem mit teilweise unterkellerten Räumen, die sich um einem kleinen Innenhof gruppierten, ausgestattet. Am Südflügel verlief ein Portikus entlang der Gebäudefront. Es stand wahrscheinlich bis 80 n. Chr. in Verwendung.

### Kastell in der Oberstadt
Dieses spätantike Kastell entstand wohl am Ende des 3. Jahrhunderts. Die archäologischen Befunde sind aufgrund der dichten Überbauung des Oberstadthügels nur sehr dürftig. An drei Stellen wurde bei Grabungen eine 1,50 m breite Mauer beobachtet, die vermutlich ein Teil der antiken Umwehrung war. Die heute teilweise noch sichtbare Befestigungsmauer stammt aus dem 13. Jahrhundert und soll auf den Grundfesten der römischen Mauer errichtet worden sein. Zwar sind römische Spolien im Aufgehenden vorhanden, doch ist ein sicherer Nachweis der römischen Vorgängermauern als Basis für die hochmittelalterliche Mauer bis heute nicht gelungen.

### Hafenkastell Leutbühel

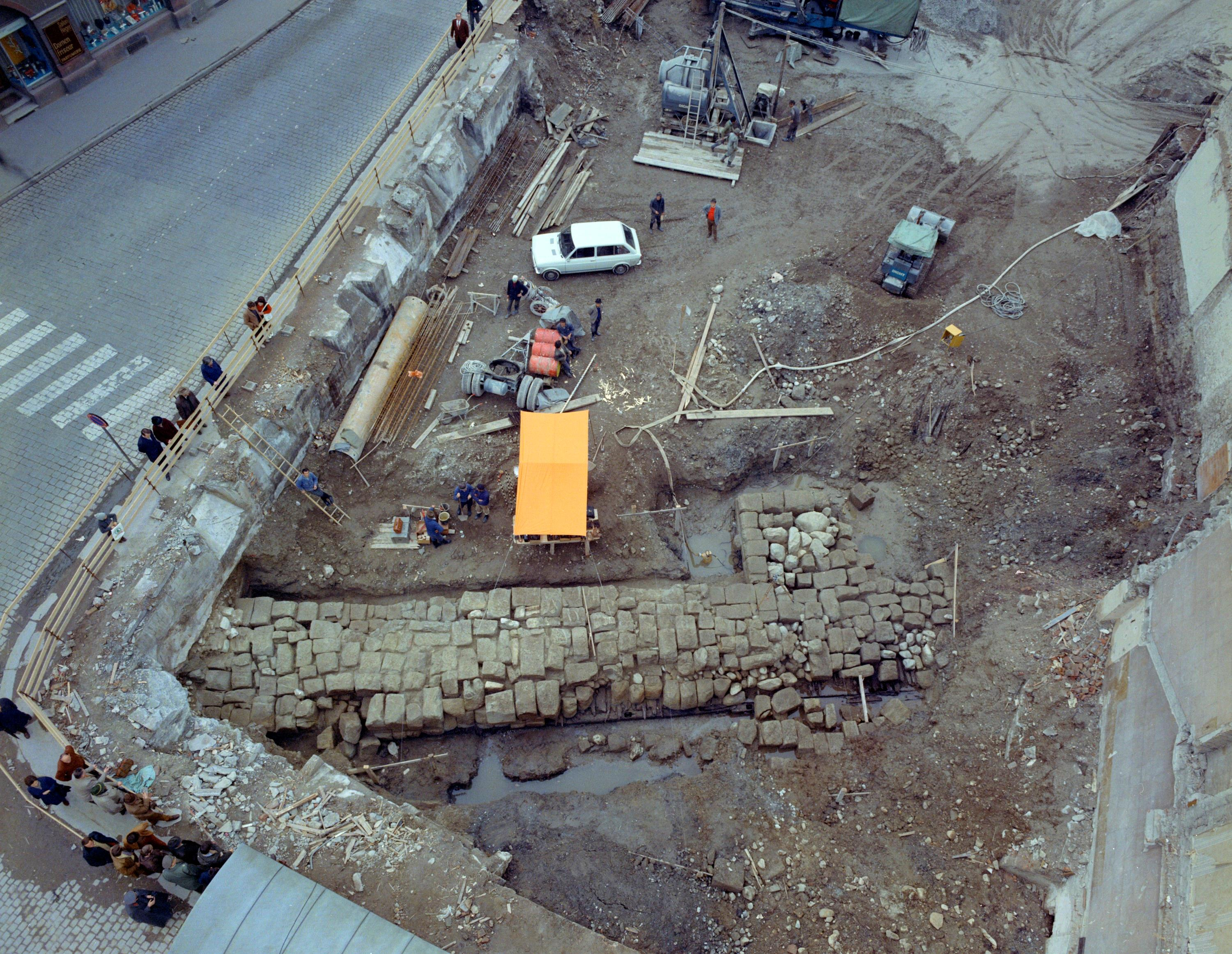
Ausgrabungen der Kastellfundamente am Leutbühel (1972)

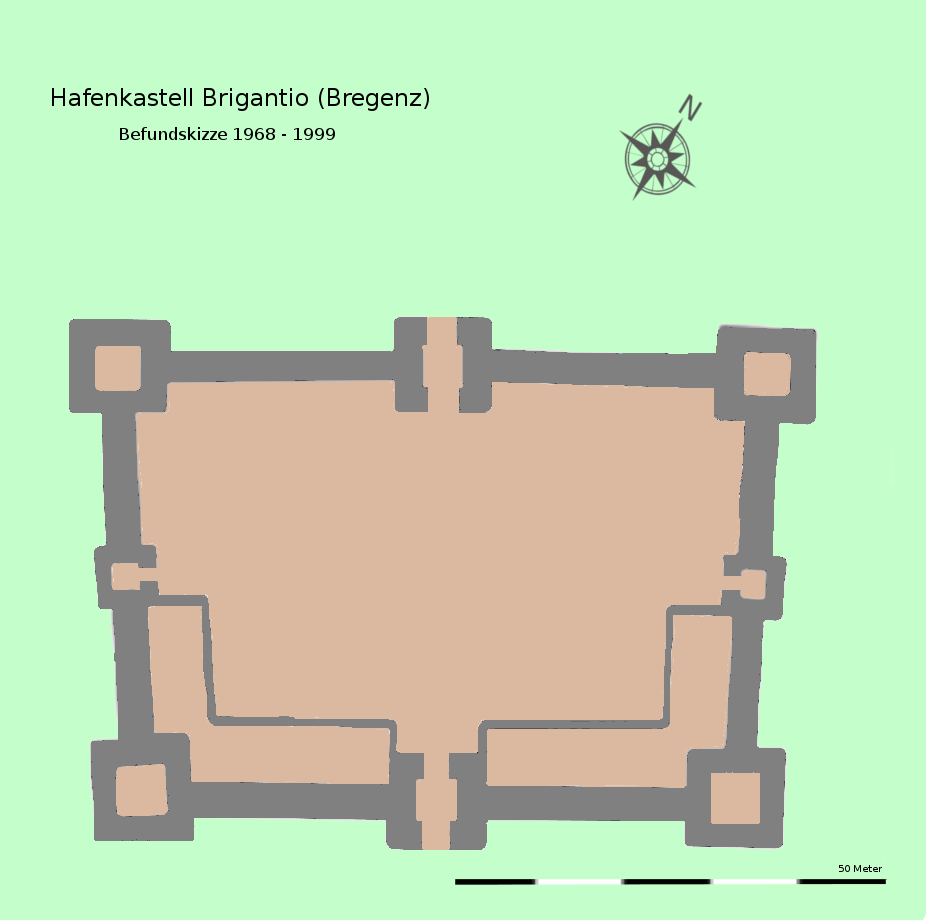
Grundriss des spätantiken Hafenkastells

Bei Bauarbeiten im Stadtzentrum kam 1968 eine sorgfältig ausgeführte Mauer aus Quadersteinen zum Vorschein, die von Elmar Vonbank zunächst als Teil des antiken Hafenkais interpretiert wurde. Beim Bau der Fußgängerunterführung unter dem Leutbühel-Platz und eines Kaufhauses zwischen 1972 und 1973 etwas weiter westlicher kamen weitere Mauerreste ans Tageslicht. Der längere Mauerzug konnte dabei genauer untersucht werden. Nach Ablaufen des Grundwassers konnte man erkennen, dass die Quader auf einem noch gut erhaltenen Pfahlrost (Piloten) aufsaßen. Nach Prüfung der Fotodokumentation wurde jedoch schnell klar, dass die Anlage ursprünglich wohl eine andere Funktion hatte.
An mehreren Stellen waren über dem Quadermauerwerk noch die Reste eines massiven Gussmauerwerks erhalten geblieben. Es war teilweise sogar bis knapp unter das heutige Bodenniveau erhalten. An einem Profilschnitt im Bereich des vermeintlichen Hafenbeckens war außerdem deutlich ein Bodenniveau zu erkennen. Weiters war etwas südlicher neuerlich ein Mauerrest zum Vorschein gekommen. Sein Fundament bestand aus – teilweise weit vorkragenden – mit Metallklammern verbundenen Spolien (Säulentrommeln), die allerdings nicht auf einem Pfahlrost, sondern direkt auf dem gewachsenen Schotterboden auflagen. Die Überreste wurden daher als Teil einer Befestigungsanlage gedeutet.
Das Kastell stand direkt an der damaligen Uferlinie. Sie diente zum Schutz des Hafens und als Stützpunkt einer Patrouillenbootflottille. Nach Auswertung der Funde (Bausteinanalyse, dendrochronologische Untersuchung der Fundamenthölzer; Fälldatum zwischen 372 und 381) kamen die Archäologen zu dem Schluss, dass das Kastell zur Zeit der Regentschaft von Valentinian I. gegründet worden sein musste, zählt aber, zusammen mit noch einigen anderen Limeskastellen in Syrien, Arabien und Nordafrika, aber noch zum sogenannten «diokletianischen Typus» (284—305). Es hatte einen rechteckigen, leicht verzogenen, nach Nordwest ausgerichteten Grundriss und war den Kastellen Irgenhausen und Schaan sehr ähnlich. Die umwehrte Fläche hatte eine Größe von ca. 0,35 ha und bot Platz für eine Besatzung von schätzungsweise 120–160 Mann. Die Wehrmauer war durchschnittlich 3–4 m breit. Bei den Grabungen konnte auf Grund der modernen Überbauung nur die südwestliche Hälfte des Lagers angeschnitten werden, was seine Rekonstruktion erheblich erschwerte. Das größte freigelegte Mauerstück – ein Teil der Südwest-Umwallung – war 31 m lang und 4 m breit. Vermutlich war die 50 × 70 m große Befestigungsanlage an ihren Ecken noch durch vier, ca. 11 × 11 m große, vorkragende Ecktürme verstärkt. Wie in Irgenhausen könnten auch noch zwei kleinere, nach innen und außen vorspringende Zwischentürme an den Seitenwällen existiert haben. Betreten werden konnte das Lager wohl durch zwei annähernd gleich große Tore im Nordwesten und Südosten der Mauer. Die meisten Kasernen und Zweckbauten im Inneren dürften mit ihrer Rückwand an die Kastellmauer angebaut gewesen sein. Sie konnten nur anhand eines 21 m langen und 2 m breiten Mauerzuges, der von Nordost nach Südwest verlief, und eines Bodenestrichrestes nachgewiesen werden.

## Garnison

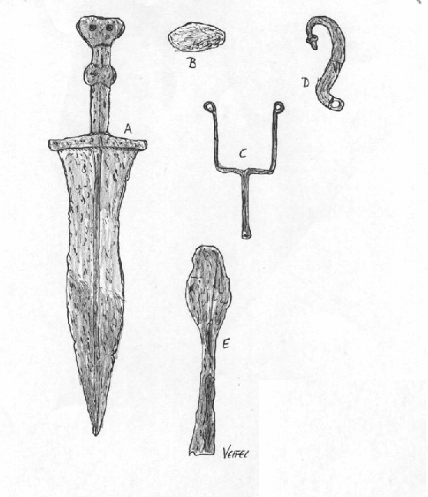
Militariafunde aus dem 1. Jahrhundert n. Chr.

Über die Besatzungen des 1. bis 3. Jahrhunderts n. Chr. ist nichts bekannt, zweifelsfrei nachgewiesen ist nur die Garnisonseinheit der Spätantike.
Laut der Notitia dignitatum war – bis etwa 401 – in Brigantium eine römische Patrouillenbootflottille (numerus) stationiert, die von einem Präfekten kommandiert wurde (Praefectus numeri barbaricariorum, Confluentibus siue Brecantia). Als Fahrzeuge verwendete sie wohl hauptsächlich die kleinen und sehr wendigen naves lusoriae (Besatzung 18–32 Mann), das spätrömische Standardkampfschiff zur Sicherung der Grenzflüsse. Der Numerus gehörte zur rätischen Provinzarmee (exercitus raeticus) unter dem Oberbefehl eines Dux Raetiae.
Wo die Truppe untergebracht war, ist noch weitgehend ungeklärt. Möglicherweise war eine Abteilung in der Oberstadt stationiert. Zur Unterbringung aller Schiffsbesatzungen war das valentinianische Kastell jedenfalls zu klein. Da die Schiffe wohl die meiste Zeit auf dem See patrouillierten, ist anzunehmen, dass sich nicht die gesamte Einheit zur gleichen Zeit in Brigantium aufhielt, zumal laut der Notitia noch ein zweiter Stützpunkt der Flottille in Confluentibus (Kastell Constantia?) existierte. Aufgabe der Besatzung war wohl primär die Überwachung der Reichsgrenze sowie die Kontrolle der Verkehrsverbindungen zu Land und zu Wasser.

## Zivilsiedlung

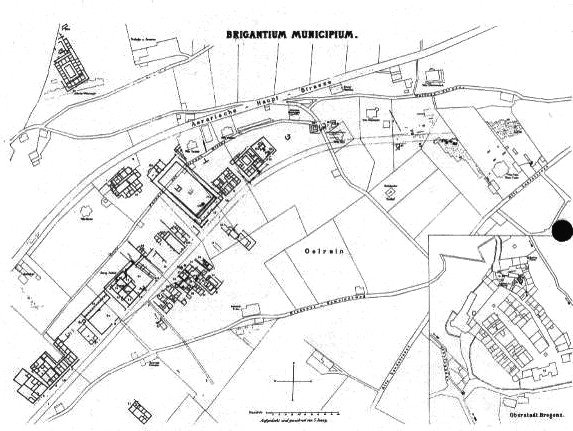
Befundplan der Steinbauten der Zivilstadt Bregenz-Ölrain von Samuel Jenny

### Bevölkerung
Die immer wieder gestellte und kontrovers diskutierte Frage nach der Anzahl der Bevölkerung ist schon seit Beginn der Erforschung Brigantiums nur spekulativ zu beantworten. Es fällt auf, dass in der bisher freigelegten Siedlung ein auffallendes Missverhältnis zwischen öffentlichen Gebäuden und Wohnraum wie Stadtvillen oder Quartiere in Mischnutzung besteht. Nach einer gängigen, aber nicht ganz unumstrittenen Berechnungsmethode (sog. Nemeskéri-Formel) muss man in diesem Fall von einer eher geringen ständigen Bevölkerung – maximal einige hundert Personen – ausgehen.

### Verwaltung
Brigantium war zur Römerzeit die einzige stadtähnliche Siedlung auf dem Gebiet des heutigen Vorarlberg. Ihr fiel daher als politischer Versammlungsort, religiöser Mittelpunkt und Markt für die Bevölkerung der Bodenseeregion sicher eine Sonderstellung zu. Ob die Siedlung auch zu einem Municipium oder gar zu einer römischen Kolonie (Colonia) erhoben wurde, bleibt mangels schriftlicher Quellen ungeklärt, Ersteres ist aber wahrscheinlich. Die Erhebung zur autonomen Stadt könnte unter den – in solchen Belangen großzügigen – Kaisern Claudius, Hadrian oder Caracalla gewährt worden sein. Der einzige vage Hinweis darauf – ein bei Zirl in Tirol gefundener Meilenstein, der die Entfernung „AB“, angibt – wurde früher fälschlicherweise als a Brigantio (ab Brigantium) interpretiert. Dies gilt durch den Fund gleichartiger Meilensteine, die sich alle auf die Via Raetia beziehen, mittlerweile als widerlegt.

### Befunde
Das Siedlungsareal begann im östlichen Bereich des Plateaus und erstreckte sich über eine Länge von ca. 650 m entlang der Straße von Vindonissa nach Cambodunum. Die genaue Lage des zum frühkaiserzeitlichen Kastell gehörenden Vicus, er erstreckte sich wohl auf dem Ölrain – entlang der Hauptstrasse zwischen Kastell und Gräberfeld – ist noch völlig unklar. Der Umfang der besiedelten Fläche auf dem Ölrain lässt sich nur schwer einschätzen; aufgrund der bislang bekannten Strukturen dürfte sie aber nicht mehr als 20 ha betragen haben. Am besten erforscht ist die Zeitperiode zwischen dem 2. und 3. Jahrhundert n. Chr., aus ihrer Früh- und Spätzeit ist bislang nur wenig bekannt geworden. Nach Aufgabe des Kastells am Ölrain wurden die Befestigungen abgerissen und die Spitzgräben wieder zugeschüttet. Die Stadt selbst ging aus dem im frühen 1. Jahrhundert n. Chr. gegründeten Kastellvicus hervor. Nach einem Großbrand wurden die Gebäude größtenteils in Fachwerk und Stein wiederaufgebaut. Ihre größte Ausdehnung fällt wohl in das 1. Jahrhundert n. Chr. bzw. frühe 2. Jahrhundert n. Chr. Nördlich der Hauptstraße wurden gegen Ende des 1. Jahrhunderts n. Chr. drei Steingebäude mit einem der Straße zugewandten Portikus erbaut. Nördlich der Steingebäude (A und B) konnte unter einer stellenweise mehrere Meter dicken mittelalterlichen und neuzeitlichen Geländeauffüllung ein „Garten- bzw. Hofbereich“ der römischen Zeit mit sehr fundreichen Kulturschichten und Einbauten festgestellt werden. Zu letzteren gehört auch ein gemauertes und mit Ziegelsplittmörtel verputztes Wasserbecken. Über eine Stadtmauer verfügte Brigantium nicht.
An der Wende vom 2. auf das 3. Jahrhundert war eine merkliche Abnahme der Bautätigkeit und vor allem der Verzicht auf jene Einrichtungen zu beobachten, die einem höheren Wohnkomfort gewährleisteten (zum Beispiel Heizungsanlagen). Ab diesem Zeitpunkt war die Stadt auch einen kontinuierlichen Schrumpfungsprozess unterworfen. Der Ölrain wurde nach und nach aufgegeben und die Bewohner zogen sich in eine – wesentlich besser zu verteidigende – Höhensiedlung in der heutigen Oberstadt zurück. Die Siedlungstätigkeit am Ölrain dürfte sich am Ende des 3. Jahrhunderts nur mehr auf den Kernbereich beschränkt haben. Nach der Mitte des 4. Jahrhunderts war er schon weitgehend verödet. Die letzten römischen Gebäudereste dürften dort zwischen dem 10. und 12. Jahrhundert zur Gewinnung von Baumaterial für die Errichtung der Burg der Grafen von Bregenz abgetragen worden sein.
Den Funden nach zu urteilen flüchteten sich aber nicht nur die Bewohner des Ölrains in die Oberstadt, sondern auch die Landbevölkerung aus der näheren Umgebung. Möglicherweise diente sie in Krisenzeiten schon länger als Zuflucht, da unter der spätantiken Wehrmauer die Reste einer älteren Palisadenbefestigung zum Vorschein kamen. Eventuell befanden sich hier auch die Unterkünfte, die eine Abteilung der Stadtgarnison beherbergte. Eine größere Siedlungsaktivität war für diese Zeit sonst nur noch am Westhang des Oberstadthügels und um den Kriegshafen am Leutbühel feststellbar.

### Gebäude
Die im Vierkaiserjahr oder durch lokale Schadensereignisse niedergebrannten Holzfachwerkbauten auf dem Ölrain wurden einplaniert und anscheinend schon in flavischer Zeit durch repräsentative Steinbauten ersetzt. Diese Gebäude werden, wie schon immer für einen Marktplatz und Verkehrsknotenpunkt vermutet, als operative Einheit, als mansio, das heißt eine Remise (?), Herberge und Wohnhaus interpretiert. Anschließend konnten von den Archäologen – wiederum nordwestlich der Hauptstrasse – Gebäude beobachtet werden, die als Lagerhaus oder Marktplatz, als weitläufige Anlage im Zusammenhang mit einem Kaiserkultbezirk und Amphitheater sowie als öffentliche Thermen angesehen wurden. Man nimmt an, dass auch das daran anschließende Forum und der große Tempel zeitgleich erbaut wurden. Gut zu Brigantium als Civitas- und Handelszentrum passt auch das 1891 und 1974 freigelegte, dicht überbaute Häuserquartier, das als Handwerker- und Kaufleutequartier bezeichnet wird. Diese Bebauung liegt bergseitig der Hauptstrasse in unmittelbarer Nähe zum Forum. Mehrere repräsentative und teilweise sehr großflächige Wohnbauten an der Hangkante in bester, zentrumsnaher Lage mit einzigartigem Ausblick auf den Bodensee vervollständigen den bisher bekannten Stadtplan. Nördlich der Hauptstraße, also auf der dem See zugewandten Seite, befanden sich hauptsächlich repräsentative Villen und öffentliche Bauten. Einige der Wohnräume waren mit Bodenmosaiken, Marmor- und Steinfußböden sowie Hypokaustenheizungen ausgestattet.
Südlich des decumanus, auf der dem Gebhartsberg zugewandten Seite, fanden sich wesentlich bescheidener ausgeführte Wohnhäuser sowie Bauernhöfe, Handwerker- und Händlerquartiere. Am häufigsten wurden Streifenhäuser beobachtet. Die Häuser waren teilweise bis zu 55 m lang. Es fanden sich aber auch kleinere Häuser, die vom sonst üblichen Bauschema abwichen. Sie standen auf langrechteckigen Parzellen, deren Schmalseiten an der Hauptstraße lagen. Die Straßenseite der Parzellen war komplett verbaut, an der Rückseite lockerte sie sich wieder auf. Es handelte sich meist um im Grundriss quadratische Häuser, deren Räume um einen Innenhof angelegt waren. Zur Straße waren die vorne offenen Verkaufsläden (tabernae) oder Säulengänge konzentriert, rückwärtig schlossen sich Magazine und private Wohnräume an. Am südlichen Ende des verbauten Gebietes stieß man noch auf drei nebeneinander liegende Häuser, von denen eines eventuell als Rast- oder Gästehaus (mansio) anzusprechen ist. In einem anderen stand ein Steinblock mit den damaligen, amtlich festgelegten Hohlmaßen und einer Sonnenuhr.
Adolf Hild bestimmte für die antike Siedlung insgesamt vier Bauphasen:
- Phase I ist durch einfache Holz- oder Fachwerkhäuser mit Lehmbewurf gekennzeichnet, die mit Stroh- oder Schindeldächer abgedeckt und meist unterkellert waren. Im Inneren konnten vereinzelt auch Holzfußböden nachgewiesen werden. Diese Gebäude bestanden bis in die Regierungszeit Neros und wurden wahrscheinlich während der Unruhen des Vierkaiserjahres 68/69 zerstört. Es wäre auch denkbar, dass der Militärvicus auf dem Ölrain nach Auflassung des dazugehörigen Kastells planmäßig abgebrannt und nach den Bedürfnissen einer Zivilsiedlung neu geplant und aufgebaut wurde.[39]

- Phase II ist an Fachwerkbauten mit Mauerfundamenten erkennbar. Sie entstanden laut den Münzfunden vermutlich in trajanischer Zeit. Charakteristisch für diese Bauphase ist das Lager eines Händlers, in dem verbrannte Terra-Sigillata-Fragmente aus vespasianisch-domitianischer Zeit (frühes 1. Jahrhundert n. Chr.) entdeckt worden. Vermutlich wurde das Gebäude in dieser Zeitperiode zerstört.

- Die Gebäude der Phase III waren ebenfalls wieder in Fachwerkbauweise hochgezogen worden, waren dafür aber mit Ziegeldächern ausgestattet und dürften aus dem 2. Jahrhundert n. Chr. stammen. Zur Ausstattung gehörten auch Öfen in Werkstattgebäuden aus trajanisch/hadrianischer Zeit. Diese Bauperiode endete in der Mitte des 2. Jahrhunderts n. Chr.

- Phase IV ist an den Bauten der Spätzeit mit drainierten Trockenfundamenten (Rollsteinschüttungen), aufgehenden Steinmauerwerk und Ziegeldächern erkennbar. Sie waren teilweise mit Estrichfußböden und Hypokaustheizungen ausgestattet. Nach den Funden zu schließen, dürften sie bis in das frühe oder mittlere 3. Jahrhundert in Verwendung gestanden haben.[40]

### Baumaterial
Im Mauerwerk der Häuser dominieren vor allem Kalkgerölle. Obwohl im unmittelbaren Untergrund genügend Schotter vorhanden gewesen wäre, wurde das Baumaterial wohl zum großen Teil aus dem Bett der Bregenzer Ach gewonnen. Die Ölrainterrasse sollte offensichtlich nicht durch die Aushebung von Schottergruben unnötig zerstört werden. Sandstein aus Vorkommen am Gebhardsberg und Riederstein wurde nur selten eingesetzt, das sehr poröse Gestein verwitterte zu rasch. Verwendet wurde es hauptsächlich dort, wo größere Steine gebraucht wurden (zum Beispiel als Säulenbasis). Die Steinbrüche, in denen das Baumaterial für Brigantium gewonnen wurde, dürften sich am Gebhardsberg bzw. den Felswänden von Kustersberg oder im Molasseaufbruch von Riedenburg/Funkenbühel/Sandplatte befunden haben. Im südlichen Teil des Böckleareals fiel eine Mauer durch ihre zahlreichen gelblichweiß-cremefarbenen Steine auf. Das Gestein wurde wohl bei der Gewinnung von Branntkalk zur Erzeugung von Mörtel sehr stark erhitzt. Der Kalkofen wurde dabei mit unsortierten Geröllen beschickt. Der irrtümlich mitgebrannte und durch den Brennvorgang verglaste Kieselkalk wurde nicht zerkleinert, sondern ebenfalls für den Mauerbau verwendet.

### Forum
Am Schnittpunkt der beiden Hauptstraßen stand das mehrphasige, 96,50 × 54,60 m große Forum, das als Marktplatz und Verwaltungszentrum diente. Die quadratische Anlage war nach NW ausgerichtet. Ausgestattet war es mit einem großen Innenhof, der von einer umlaufenden Säulenhalle umgeben war, die zum Innenhof geöffnet war. Die Säulen waren rot und weiß bemalt. Die südwestliche Außenmauer wurden in regelmäßigen Abständen von Strebepfeilern gestützt. Im Zuge eines Umbaues wurde der Portikus des Haupteinganges etwas repräsentativer gestaltet. Vermutlich wurden hier Weiheinschriften aufgestellt. Über einen Stufenaufgang erreichte man den Innenhof, in dem drei größere Denkmäler, darunter möglicherweise die Reiterstatue eines Kaisers, aufgestellt waren. Im hinteren, linken Teile des Hofes stand ein kleiner Tempel. Das Verwaltungsgebäude befand sich an der NW-Rückseite des Forums und war mit beheizbaren Räumen ausgestattet. Ihre Grundrisse waren wegen der Nähe zur Terrassenböschung etwas asymmetrisch.

### Stadttherme

Wandverputzfragment mit Ritzinschrift

Die öffentliche Therme befand sich südwestlich des Forums, direkt an der Hauptstraße, auf dem Areal des heutigen evangelischen Friedhofs. Abgesehen vom Grundriss ist nur wenig von dieser Anlage bekannt. Auch die Datierung des Bauwerks ist unklar. Ihr Hauptgebäude war 20 × 20 m groß und bestand aus neun, teilweise beheizbaren, Räumen. Betreten wurde der Gebäudekomplex durch einen kleinen Hof an der Nordseite. Die Mauerstärke betrug 1,20 m, vermutlich waren sie einst mit einem Tonnengewölbe abgedeckt. Die NW-Seite wurde von großen Stützpfeilern gesichert. Nach Analyse des Verlaufes eines Abwasserkanals müssen sich die Wasserbecken im Nordteil des Gebäudes befunden haben. Das Warmbad lag an der SW-Seite. Es wurde von einem Heizraum (praefurnium) aus erwärmt. Auch ein bei den Grabungen ans Tageslicht gekommener Hof mit einem zweischiffigen Hallenbau an der SW-Seite könnte noch ein Bestandteil des Thermenkomplexes gewesen sein. Ein baulicher Zusammenhang konnte allerdings nicht festgestellt werden. Auch ein direkter Zugang zu den Thermen fehlt. Die 40,75 × 13,45 m große Halle wurde über eine Treppe betreten. Ihr Inneres war an der Längsachse durch eine Säulenreihe getrennt, die – wie die am Forum – rot und weiß bemalt war. Die Schäfte der Säulen maßen 0,75 m, die Archäologen schätzten daraus die Höhe der Halle auf rund 7 m. Der Fußboden des Gebäudes bestand aus Marmorplatten. Vermutlich kam es spätestens im frühen 3. Jahrhundert zur Einstellung des Badebetriebs. In den Resten des Wandverputzes fand sich noch ein antikes Graffiti.

### Rasthaus am Böckleareal
2009 wurde am Böckleareal im Rahmen einer Notgrabung ein mehrphasiges Gebäude entdeckt, das vermutlich einst als Raststation (mansio) gedient hatte. Es ähnelte stark der Mansio Immurium, die bei Moosham (Bundesland Salzburg) ausgegraben wurde. Insgesamt konnten vier Bauphasen vom 1. bis 3. Jahrhundert n. Chr. unterschieden werden. Anordnung und Ausstattung der Gebäudereste sowie das Vorhandensein von Säulen und einem Portikus weisen auf ein repräsentatives Gebäude hin. Für ein Rasthaus spricht auch sein Standort nahe der Verbindungsstraße zwischen Chur und Kempten.

### Villa am Steinbühel

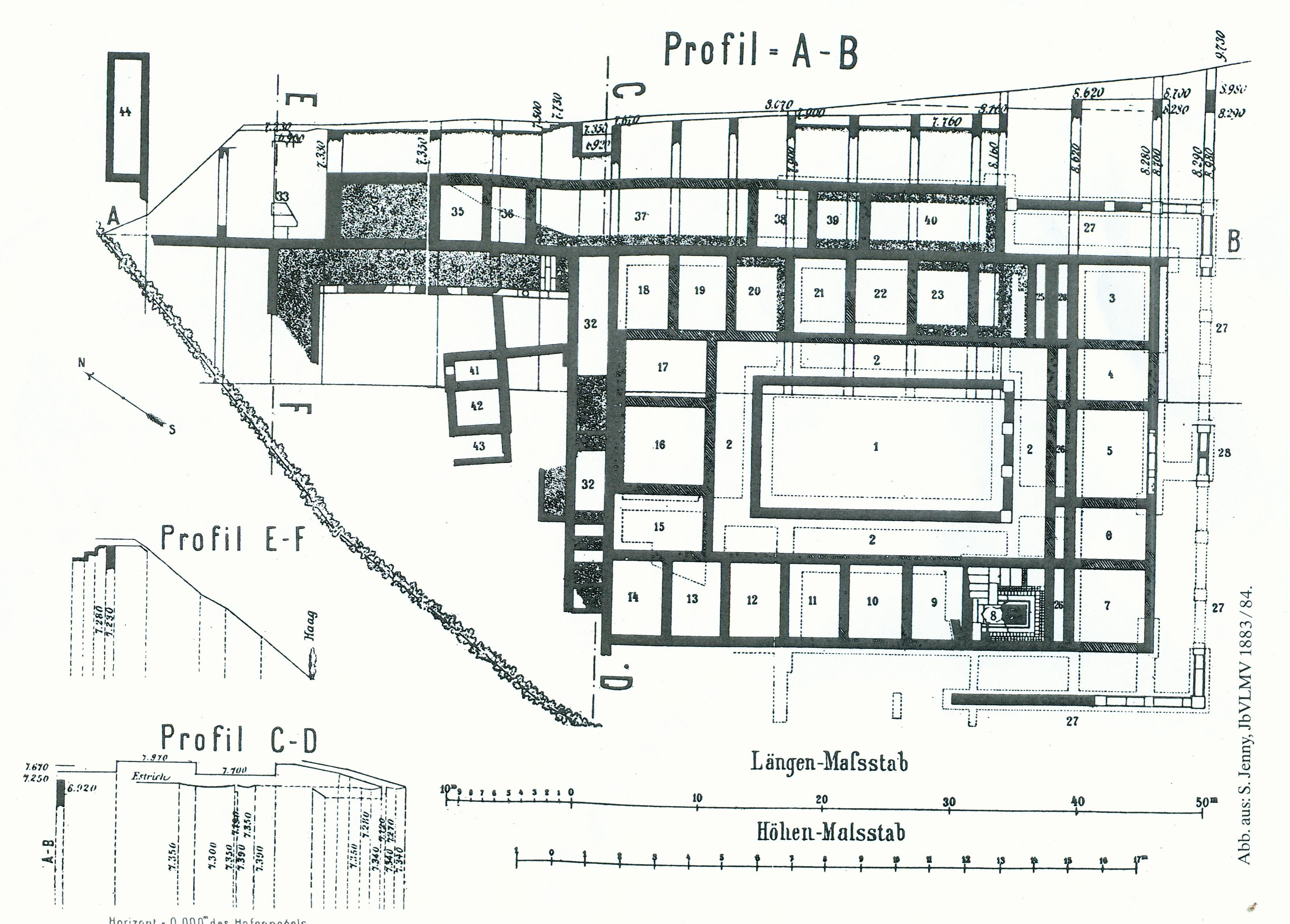
Samuel Jenny: Grundriss der Römervilla „Am Steinbühel“

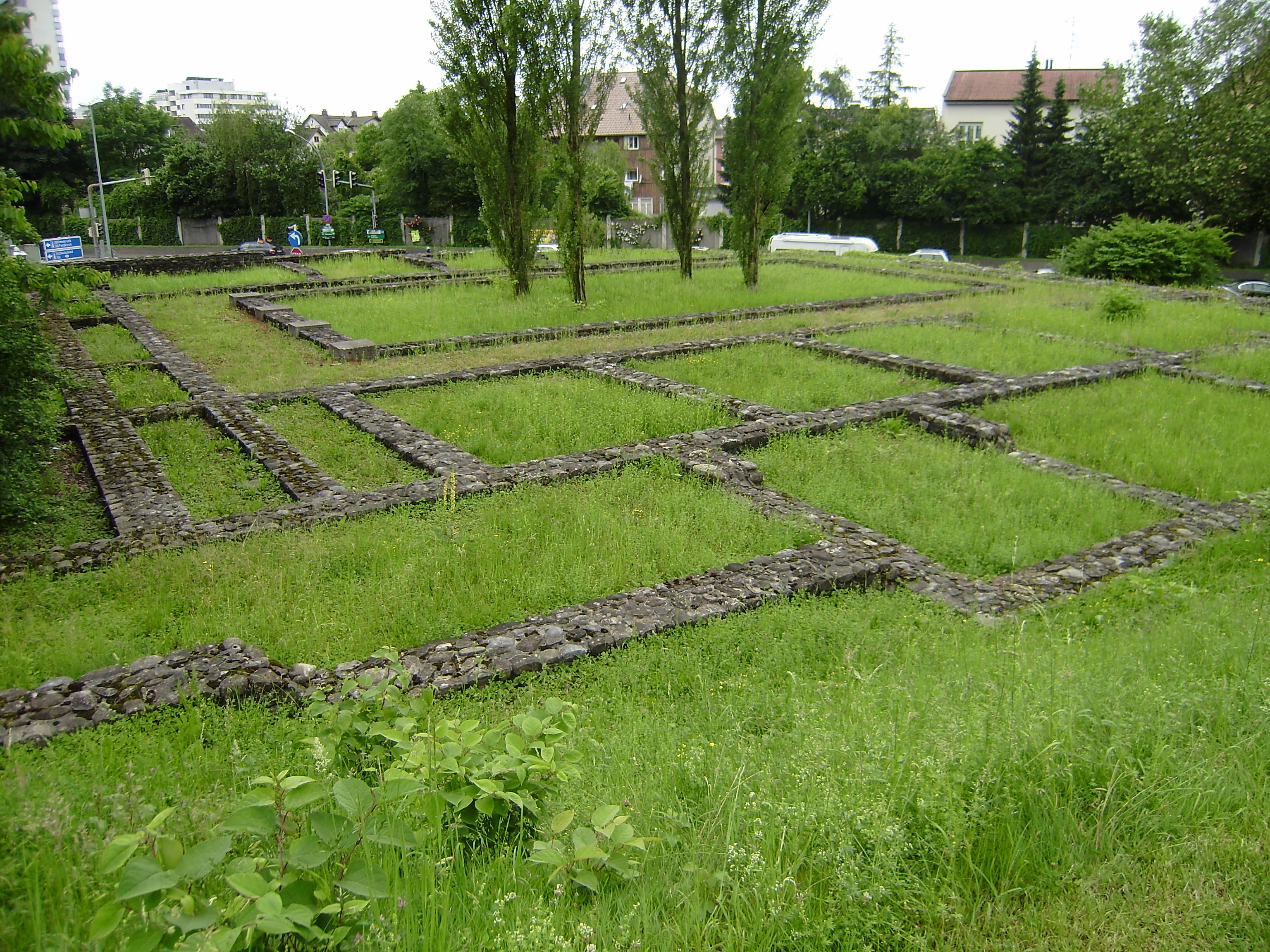
Konservierte Grundmauern der Villa am Cityknoten

Die Mauerreste der römischen Villa wurden erstmals 1884 von Samuel Jenny untersucht und zwischen 1980 und 1990 beim Bau des Citytunnels freigelegt und aufwendig konserviert. Karl von Schwerzenbach glaubte in ihr eine Hafenkaserne des frühen Hafenkastells zu erkennen, Adolf Hild nahm an, es handelte sich um das Lagerhospital (valetudinarium). Sie war jedoch höchstwahrscheinlich kein reines Wohngebäude, sondern könnte auch als Lager für importiertes Ölivenöl und andere Waren verwendet worden sein.
Sie stand auf dem Areal des vermuteten, aber nicht sicher nachgewiesenen, frühkaiserzeitlichen Hafenkastells. Hier befand sich bis in frühflavische Zeit ein teilweise unterkellertes rechteckiges Gebäude von 21 m Länge in Ost-West- und 18 m Breite in Nord-Süd-Richtung. Diverse Funde, darunter vor allem sehr viele Wildtierknochen, aus einem mit Abfall verfüllten Brunnenschacht, der später überbaut wurde, legen eine Deutung als Wohnhaus hochrangiger Militärs nahe. Nach seiner teilweisen Zerstörung durch ein Feuer wurde in den letzten Jahrzehnten des 1. Jahrhunderts das heute noch im Grundriss sichtbare Villengebäude errichtet. In seiner unmittelbaren Nachbarschaft wurden sehr schlecht erhaltene Grundmauern freigelegt und als Therme bzw. Lagerhaus interpretiert. Die Deutung der Anlage schwankte in den letzten 150 Jahren zwischen einer privilegierten Wohnanlage am Stadtrand, der Stadtresidenz eines Gutshofbesitzers und einem Lagerhaus mit integrierter Hausmeisterwohnung.
Dieser äußerst luxuriös ausgestattete, mittelkaiserzeitliche (80 n. Chr. oder frühes 2. Jahrhundert n. Chr.), 2600 m² große Villa suburbana bestand aus 24 Zimmern, die sich um einen 10 × 20,80 m großen Peristylhof gruppierten. Vermutlich war das Hauptgebäude einstöckig und mit einem Satteldach abgedeckt. Dieser Grundrisstypus geht auf griechische Vorbilder zurück und fand sich auch in anderen Varianten in Pompeji und Herculaneum. Im Raum 8 fanden sich Reste einer Toilettenanlage. Der Innenhof selbst war zusätzlich an allen Seiten von pfeilergestützten Wandelhallen (Portikus) umgeben, die von einem Pultdach abgedeckt waren. Zum Seeufer hin befand sich noch eine Gartenanlage, die ebenfalls von einem Portikus, Höhe der Säulen 2,80 m, umgeben war. Die Wirtschaftsräume befanden sich im Nordflügel des Gebäudes. Auch an der Stadtseite war die Villa befand sich ein Portikus aus 18 Säulen (Durchmesser 58 cm, wahrscheinlich 5,60 m hoch) durch den man das Gebäude betreten konnte. Knapp nordwestlich stand die Thermenanlage, die mit ziemlicher Sicherheit ebenfalls zum Gebäudekomplex der Stadtvilla gehörte. In ihr fand sich in einer Nische ein Kaltwasserbecken, das mit aufwendig gestalteten Wandmalereien (zum Beispiel Delphine, Quallen) dekoriert war. Aus einem Brunnenschacht wurden Keramikfragmente, Gläser, Lampen, Bronze- und Eisengegenstände geborgen. Die zahlreichen Tierknochen, aber auch Austernschalen lassen auf sehr wohlhabende Bewohner schließen.

### Straßensystem
Das Straßensystem war in einem, für Römersiedlungen typischen, regelmäßigen und rechtwinkeligen Raster angelegt, der noch bis in das 1. Jahrhundert n. Chr. zurückreichte. Die früh- und mittelkaiserzeitliche Siedlung breitete sich entlang der 9 m breiten Hauptstraße (decumanus), ein Abschnitt der aus den Schweizer Alpen kommenden Fernverkehrsroute Kempten-Augsburg und den davon abzweigenden Parallelstraßen aus. Der decumanus verlief – begleitet von einem Gräberfeld – entlang der Böschung zum Seeufer. Die Straße quert auch das Zentrum des Grabungsgeländes am Böckleareal, das seit 2009 untersucht wird. Im Bereich des Forums kreuzte eine zweite, 3 m breite Hauptstraße (cardo) den decumanus. Beide Straßenzüge wurden stellenweise noch von überdachten Säulengängen begleitet (Portikus). Die schon bei vorangegangenen Ausgrabungen gefundenen Säulenbasen sowie ein ähnliches, ebenfalls sekundär verwendetes Säulenpostament ließen eine kaiserzeitliche Straße annehmen, vermutlich verband sie u. a. den Hafen mit der Fernstraße nach Cambodunum. In der Straßenschüttung dominieren Kalkgerölle, Kristallingerölle (meist Amphibolit, seltener Gneis) sind nur selten vorhanden. Diese Geröllarten unterscheiden sich deutlich von den Vorkommen auf der Ölrainterrasse. Das Schüttmaterial wurde ebenfalls aus den Schotterbänken der Bregenzer Ach gewonnen und durch Feinsiebung in Kornklassen getrennt.

## Kultbauten

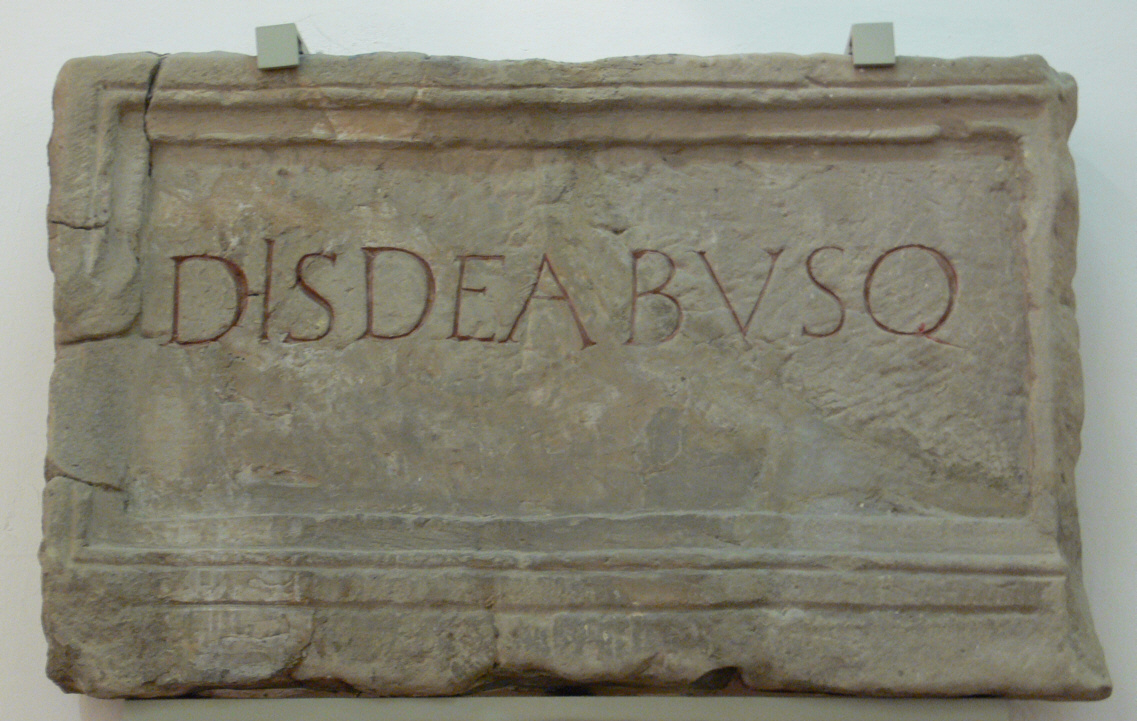
Weihinschrift für das römische Götterpantheon aus dem Tempelbezirk, gewidmet von Händlerkollegium Brigantiums

Die beim Hafenkastell am Leutbühel entdeckten Spolien, insbesondere die sehr großen Säulentrommeln und zwei Weihealtäre, könnten von einem kaiserzeitlichen Tempel stammen, der direkt am Hafen stand.
Der römische Tempelbezirk am Sennbühel, der möglicherweise der kapitolinischen Trias Jupiter, Juno und Minerva, aber auch noch anderen Gottheiten (dis deabusque), geweiht war, befand sich am nördlichen Rand der Siedlung am Ölrain. Das ca. 29,50 × 32,50 m große Areal war von einer pilastrierten Mauer umgeben, die 1 m breit und stellenweise auch noch bis zu einer Höhe von 1 m erhalten war. Sie wurde durch eine 12 m breite Treppenanlage unterbrochen, von der noch mehrere Stufen erhalten waren. Am Fuß der Treppe fand man Architekturfragmente aus weißem Marmor. Direkt neben der Hauptstraße stand eine Art Halle, ein Tempel mit Portikus und dreigeteilter Cella war in zentraler Lage auf einem Podium angelegt worden, zu dem eine Treppe hinaufführte. Ellipsenförmige Mauerreste neben dem Kultbezirk wurden von Elmar Vonbank als Amphitheater angesehen.
Ein etwas kleinerer (kelto-romanischer) Umgangstempel lag noch etwas weiter stadtauswärts an der linken Seite des decumanus.
Zwischen beiden Tempeln befand sich noch eine kleine Kultkapelle, die vom Händlerkollegium Brigantiums gestiftet worden und laut einer Inschrift dem römischen Götterpantheon gewidmet war.

## Religion

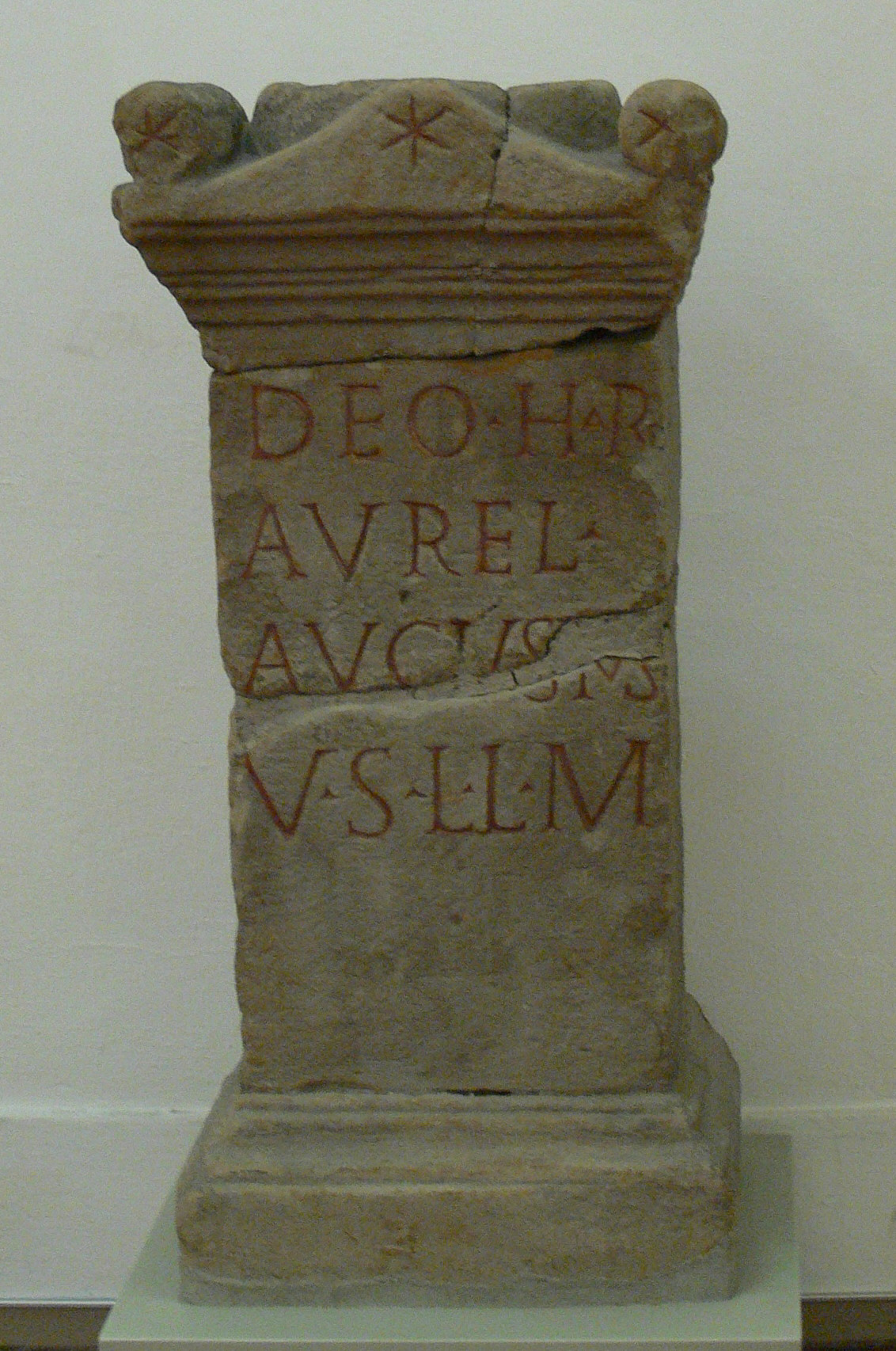
Weihealtar des Aurelius Augustus, gefunden im Babenwohl/Schlossgarten, 1904 (Landesmuseum Bregenz)

### Heidnische Kulte
Neben den Kulten der klassischen römischen Staatsgötter wurden seit dem 3. Jahrhundert in Brigantium auch der Isis- und der Mithraskult praktiziert.

### Christentum
Bislang tauchte kein archäologischer Beweis für die Existenz einer frühchristlichen Gemeinde in Brigantium auf. Man kann in dieser Hinsicht allein auf hagiographische Quellen wie die Gallusviten zurückgreifen oder ist auf Analogieschlüsse angewiesen. Als die Alamannen 259/260 die Siedlung auf dem Ölrain zerstörten, hatte sich das Christentum in dieser Region noch nicht gefestigt. Die Kulthandlungen beschränkten sich auf den häuslichen Bereich. Deswegen lässt es sich dort anhand von Gebäuden nur schwer nachweisen. Auch der spätantike Siedlungsbereich konnte aufgrund der dichten Verbauung nur punktuell untersucht werden. Der Christenkult breitete sich wahrscheinlich von Italien kommend bis nach Raetien aus und konnte zunächst wohl nur in den größeren Städten Fuß fassen. Die Chancen für eine tiefere Verwurzelung waren im Gebiet um den Bodensee also denkbar schlecht. Mit ziemlicher Sicherheit gab es vor dem 4. Jahrhundert keine hierarchisch organisierte christliche Gemeinschaft auf dem Gebiet des heutigen Vorarlberg. Auch dass schon vor 400 in Brigantium ein Bischof residierte, ist auf Grund der exponierten Grenzlage eher unwahrscheinlich. Durch die anhaltenden Einfälle der Alamannen wurde vermutlich die sich erst im Aufbau befindliche Kirchenorganisation wieder zerschlagen, wodurch sich viele Bewohner wieder dem alten Glauben zuwandten. Die Gallusviten berichten, dass der iroschottische Missionar Columban in Brigantium zwar eine Kirche vorfand, diese war allerdings längst wieder in eine Verehrungsstätte für diverse Götter umgewandelt worden. Die Missionare fanden im Brigantium des frühen 7. Jahrhunderts wohl auch keine heidnischen Alamannen, sondern ehemals christliche Romanen vor, die einem Mischkult aus christlichen und paganen Elementen anhing.

## Hafen
Die Existenz eines früh- und mittelkaiserzeitlichen Hafens konnte archäologisch noch nicht nachgewiesen worden, ist aber sehr wahrscheinlich. Der weitläufige römische Hafen wurde zwischen 1968 und 1972 in einer Breite von mindestens 80 m und einer weit größeren, doch vorderhand unbestimmten Länge, erkennbar an mächtigen Quadermauern und dichten Pfahlreihen, freigelegt. Das Hafenviertel – Maurach, Untere und Obere Kirchstraße – war aufgrund der Funde dicht verbaut, offensichtlich schon in der Frühzeit der römischen Herrschaft. Der spätrömische Kriegshafen am Leutbühel bot einen Ankerplatz für ca. zehn Schiffe (naves lusoriae). Sie konnten entweder an zwei einfachen, nach NW abgewinkelten hölzernen Anlegern festmachen, die mit hakelförmigen Abschlüssen kleinere Becken bildeten, oder wurden auf den Strand gezogen. Im Nordwesten wurde sie durch eine aus Holzpfählen und Sandsteinquadern bestehende Mole in Höhe der heutigen Kaspar-Hagen- und Bahnhofstraße geschützt. Vermutlich war auch die Uferbefestigung ähnlich aufgebaut. Ihre Spuren (Holzbohlen) fand man an der Kreuzung Jahnstraße/Kaspar-Hagen-Straße und bei der Nationalbank. In der Maurachgasse wurden Reste eines Getreidespeichers (horreum) freigelegt.

## Wirtschaft
Wirtschaftliche Basis war der Fernhandel mit dem Mittelmeerraum, der wohl hauptsächlich über die gut ausgebauten Straßen des Alpenrheintales und der Bündner Pässe abgewickelt wurde. Die Handelsverbindungen reichten bis Hispanien und Kleinasien. Der Fund von Schmiedeöfen und kleinen Herdstellen lässt annehmen, dass das Schmiedehandwerk im Wirtschaftsleben der Siedlung eine größere Rolle gespielt hat. Auch der Handel mit oberitalienischer und südgallischer Keramik hatte wohl einige Bedeutung.

## Gräberfeld
Das Gräberfeld von Brigantium zählt seit seiner Aufdeckung zwischen den Jahren 1847 und 1950 zu einem der wichtigsten archäologischen Fundorte in den Voralpen. Dies auch deshalb, da aus den umliegenden römischen Siedlungsplätzen wie zum Beispiel Arbon, Konstanz oder Pfyn nur wenig diesbezügliches Material vorliegt. Auch antike Chroniken scheiden als Informationsquellen für diese Orte weitgehend aus. Insgesamt konnten am Ölrain bis zu 1103 Grabstätten aufgedeckt und wissenschaftlich analysiert werden. Sie boten einen guten Einblick in Kultur, Sitten und Gebräuche einer rätischen Provinzstadt vom 1. bis ins 5. Jahrhundert.
Die antike Nekropole wurde zwischen östlichen Ende des Ölrainplateaus und dem Altstadthügel angelegt. Seine Länge beträgt 340 m, seine Breite etwa 140 m. Ihr Zentrum mit einer dichten Belegung aus Einzelgräbern befand sich südlich der Gallusstraße, weitere antike Einzelgräber wurden an der Reichs-, Schiller-, Anton-Schneider-, Bergstraße und östlich der Kennelbachstraße aufgedeckt. Letztere könnten aber auch zu einem separaten Bestattungsplatz einer Villa Rustica gehört haben. Quer durch das Gräberfeld verlief eine Durchgangsstraße. Nach derzeitigen Forschungsstand dürfte das Gräberfeld zu 78 % ergraben sein, der nordöstliche Rest des Areals fiel – vermutlich schon in römischer Zeit – erosionsbedingten Hangrutschungen zum Opfer. Es könnte sich allerdings zukünftig noch herausstellen, dass frühe Gräber doch öfter als bisher angenommen, vergangen waren oder durch spätere Bestattungen zerstört wurden. In den noch nicht freigelegten Teilen des Hauptgräberfeldes sind vielleicht noch viele kaiserzeitliche Bestattungen zu entdecken. Weiter ist es möglich, dass noch an anderen Ausfallstraßen Brigantiums (Kennelbacherstrasse, Rieder Sporn oder Bodenseeufer Richtung Lindau) bisher unentdeckte antike Gräber und Grabbauten in größerer Zahl vorhanden sind.
Insgesamt konnten bis zu sieben Belegungsphasen festgestellt werden. Von den bisher bekannten Bestattungen können ca. 500 dem 1. und 2. Jahrhundert zugeordnet werden. Rein rechnerisch wären dann in rund 200 Jahren pro Jahr 2 bis 3 Personen verstorben und dort beigesetzt worden. Die Bestattungen entlang der Hauptstraße – zwischen der heutigen Ölrainstraße und der Riedergasse – bestanden aus Brand- und Körpergräbern aus dem 1. bis ins 5. Jahrhundert. Die Anzahl der Gräber des 3. Jahrhunderts war hingegen nicht sehr groß. Man weiß jedoch nicht, ob für diesen Zeitraum nicht noch ein weiteres Gräberfeld existierte, das am Anfang des 3. Jahrhunderts neu angelegt wurde und dann eventuell bis ins frühe 4. Jahrhundert zusätzlich als Bestattungsplatz herangezogen wurde. Auffallend war die geringe Anzahl an Grabbeigaben während des 3. Jahrhunderts, im Vergleich zu den Brandgräbern aus dem frühen 1. Jahrhundert, aber auch wieder bei den Körpergräbern des 4. und frühen 5. Jahrhunderts. Die Körpergräber orientierten sich nach Ost-West, die Schädel lagen im Westen. Die spätantiken Bestattungen waren durchwegs Körpergräber. In manchen Fällen wurden die Toten aber auch parallel in Körpergräbern und Urnengräbern bestattet. Im 4. Jahrhundert lösten die Körperbestattungen die Urnenbeisetzungen ab.
Die Verstorbenen wurden in Bleisarkophagen, Holzsärgen, Steinkisten- oder Ziegelplattengräbern und gemauerten unterirdischen Grabkammern bestattet. Weiters ist die Existenz von drei Mausoleumsbauten bekannt (Grabbauten I-III). Zahlreiche der Gräber waren auch mit Beigabennischen ausgestattet und mit Steinmauern aus Flusskieseln eingefasst.
In der Kirche des Heiligen Gallus fand sich 1937 unter einem Chorpfeiler die frühmittelalterliche (Merowingerzeit) Begräbnisstätte eines Kriegers, dem als Beigaben ein Sax (Kurzschwert oder Messer) und eine Spatha mit ins Grab gelegt wurden, und noch einige weitere Gräber ohne Beigaben. Eine Kontinuität zum römischen Gräberfeld bestand allerdings nicht.

## Verlauf des Donau-Iller-Rhein-Limes von Brigantium bis zum Kastell Vemania
Zwischen Bregenz und Isny befinden sich insgesamt 11 burgi, welche wohl größtenteils dem spätrömischen Bauprogramm unter Valentinian I. zugeordnet werden können, möglicherweise aber bereits in tetrarchischer Zeit ihren Anfang
genommen haben.
Aufzählung nach Liste Claudia Theune: 2004, S. 419
| ON/Name                      | Beschreibung/Zustand |                                                                                         |
| ---------------------------- | --- | --------------------------------------------------------------------------------------- |
| Wachturm/Burgus Hörbranz     | Im Hörbranzer Ortsteil Betzentobel (Parzelle Erlach oberhalb der Allgäustraße am Pfänderwaldhang), im April 1932 von Josef Fink – Schuldirektor in Hörbranz – und Archäologen des Vorarlberger Landesmuseums Adolf Hild ausgegraben. Er stand direkt an der Straße von Cambodunum nach Brigantium, die hier durch das Leiblachtal, führte und diente zum Schutz der Reichsgrenze bzw. zur Überwachung des Straßenverkehrs. Die Besatzungstruppe ist unbekannt, sie wurde vermutlich von einem der benachbarten Kastelle gestellt. Der wohl zur Gänze in Stein errichtete Wachturm entstand im 4. Jahrhundert und hatte einen quadratischen Grundriss von 11,8 × 12 m. Die Mauerstärke betrug 1,55 m. Der Eingang zum Turm lag im Westen. Der Innenraum war einst durch Zwischenwände aus Holz und Fachwerk unterteilt worden, Der Boden bestand aus Stampflehm. Im Norden befand sich eine größere Herdstelle, rechts und links des Einganges noch zwei weitere Feuerstellen. Der Mauerschutt enthielt die Fragmente mehrerer römischer Grabsteine (vermutlich vom Ölraingräberfeld hierher verschleppt), eine Bronzemünze des Theodosius sowie diverse Tierknochenreste. Nach der Untersuchung wurden die Mauerfundamente wieder zugeschüttet.                                                     | Befunde der Grabung von 1932 · Rekonstruktionsversuch eines spätrömischen Straßenburgus |
| Wachturm/Burgus Gwiggen      | |                                                                                         |
| Wachturm/Burgus Hohenweiler  | Seine Überreste fanden sich im Ortsteil Gmünd, beim Gasthaus Gmündmühle. Der Turm hatte einen annähernd quadratischen Grundriss und maß 10 × 12 m. | Gasthaus Gmündmühle                                                                     |
| Wachturm/Burgus Burgstall    | |                                                                                         |
| Wachturm/Burgus Waldburg     | |                                                                                         |
| Wachturm/Burgus Umgangs      | |                                                                                         |
| Wachturm/Burgus Opfenbach    | Turm mit quadratischem Grundriss von 10 × 12 m. |                                                                                         |
| Wachturm/Burgus Mellatz      | Turm mit quadratischem Grundriss von 10 × 12 m. |                                                                                         |
| Wachturm/Burgus Meckatz      | 1964 bei einer Grabung in einem Obstgarten gefunden, Steinturm mit quadratischem Grundriss, 11,8 × 12 m, Reste des Mauerwerks waren noch bis zu Anfang des 19. Jahrhunderts sichtbar. Am Wachtturm, der vermutlich im Rahmen des valentinianischen Bauprogramms entstanden ist, waren auch Spuren eines hölzernen Vorgängerbaus zu beobachten. Mehrere Brandschichten wurden dokumentiert, eine davon stammt vermutlich aus konstantinischer Zeit. | Befunde und Rekonstruktionsversuch                                                      |
| Wachturm/Burgus Dreiheiligen | Beim Eisenbahnbau entdeckt, heute steht an der Turmstelle ein Gedenkstein. Die im Jahr 1943 durchgeführten Ausgrabungen, erbrachten nur spärliche archäologische Funde. Es konnten u. a. Brandspuren nachgewiesen werden. Der Turm hatte einen quadratischen Grundriss, Abmessungen 11,8 × 12 m. Die Turmstelle war von zwei Gräben (innen: Spitzgraben, außen: muldenförmig) umgeben, deren zeitliche Kohärenz durch die unterschiedlichen Verfüllungen von Ludwig Ohlenroth ausgeschlossen wird. Südlich der inneren Grabenanlage dokumentierte man in zwei Sondierungsschnitten einen weiteren Befund, welcher zunächst auf eine römische Straße schließen ließ. Die Länge von lediglich 28 m, schloss aber einen Straßenabschnitt eher aus. Ein Zusammenhang mit dem burgus erscheint aufgrund der unterschiedlichen Ausrichtung und Verlauf nicht gegeben. Ohlenroth vermutete, dass es sich um die Reste der Palisadenumwehrung eines hölzernen Wachtturmes aus severischer Zeit handelt, zu ihm könnte auch die äußeren Grabenanlagen und die Brandschichten gehören. Vermutlich diente auch er zur Straßensicherung auf der Strecke Kempten-Bregenz. Bisher lässt der burgus von Dreiheiligen aufgrund bislang ausgebliebener Nachgrabungen nicht viel mehr als spekulative Vermutungen zu. | Gedenkstein am Schloßbühel                                                              |
| Wachturm/Burgus Oberhäuser   | |                                                                                         |
| Kastell Vemania              | → Hauptartikel : Kastell Vemania |                                                                                         |

## Hinweise
Am Leutbühel markieren im Boden eingelassene Bronzetafeln den Verlauf der antiken Hafenmauer. Baureste der Zivilsiedlung haben sich am Gymnasium in der Blumenstraße und bei der Seniorenresidenz Riedergasse erhalten. Auf dem Areal des evangelischen Friedhofs wurden Mauerreste der mittelkaiserzeitlichen Therme ausgegraben, restauriert und für die Öffentlichkeit zugänglich gemacht. Die Grundmauern der Villa am Steinbühel (Autobahnzubringer Cityknoten) wurden konserviert und sind frei zugänglich. Die Funde aus den Grabungen können im Vorarlberg Museum besichtigt werden. In der Ausstellung werden unter anderem ein Modell der Zivilstadt auf dem Ölrain, Inschriftensteine, das sogenannte Fischfresko, Kleinfunde aus Zivilsiedlung und Grabstätten, ein Sarkophag aus Blei, diverse Keramik, Trachtbestandteile und ein Nachbau der Fundamentierung des Hafenkastells am Leutbühel präsentiert.

## Denkmalschutz
Die Anlagen sind Bodendenkmäler im Sinne des Denkmalschutzgesetzes. Nachforschungen und gezieltes Sammeln von Funden ohne Genehmigung des Bundesdenkmalamtes stellen eine strafbare Handlung dar. Zufällige Funde archäologischer Objekte (Keramik, Metall, Knochen etc.) sowie alle in den Boden eingreifenden Maßnahmen sind dem Bundesdenkmalamt (Abteilung für Bodendenkmale) zu melden.